# Avengers: Infinity War
Avengers: Infinity War ist ein US-amerikanischer Science-Fiction-Actionfilm, der von den Marvel Studios produziert wurde. Regie, Drehbuch und Kamera wurden von demselben Team übernommen, das bereits The First Avenger: Civil War gedreht hat.
Es handelt sich nach Marvel’s The Avengers und Avengers: Age of Ultron um den dritten Teil der Avengers-Reihe, der ebenso die Handlungen mehrerer Filme des Marvel Cinematic Universe (MCU), wie zum Beispiel The First Avenger: Civil War (2016), Thor: Tag der Entscheidung (2017) sowie die beiden Guardians-of-the-Galaxy-Filme (2014 und 2017), fortsetzt. Die Handlung des Filmes wird in Avengers: Endgame (2019) fortgesetzt.
Der Film kam am 26. April 2018 in die deutschsprachigen und am 27. April 2018 in die US-amerikanischen Kinos. Es handelt sich um den 19. Spielfilm innerhalb des MCU, dessen zehnjähriges Bestehen mit dem Film gefeiert wird.

## Handlung

### Vorgeschichte
Nachdem Zemos Familie bei der Schlacht von Sokovia ums Leben kam, wofür er die Avengers verantwortlich machte und daher den tückischen Plan entwickelte, Tony Stark und Steve Rogers gegeneinander aufzuhetzen, gibt es auf der Erde nun mehrere Superhelden-Teams. Die zwei rivalisierenden Parteien sind von moralischen Konflikten zerfressen. Die von Stark angeführten offiziellen Avengers arbeiten gemäß dem Sokovia-Abkommen nun für die Vereinten Nationen, und Rogers führt aus dem Untergrund heraus ebenfalls ein Team von Superhelden an. Aber die nächste gemeinsame Bedrohung hat sich in der Mid-Credit-Szene von Avengers: Age of Ultron angekündigt: Etwa 2 Jahre nach der Trennung der Avengers müssen sie es mit dem Titanen Thanos aufnehmen, der für den Angriff in New York Jahre zuvor verantwortlich ist und mithilfe der Infinity-Steine das gesamte Universum kontrollieren will.
Star-Lord, Rocket, Gamora und andere der Guardians of the Galaxy wurden bereits von Thanos und seinen Unterstützern verfolgt oder sehen einen Feind in ihm. Zudem ist Gamora Thanos’ Ziehtochter, die ihn jedoch verabscheut und seine Pläne schon zu vereiteln versuchte.
Thor, Loki, Heimdall, weitere Asen und Verbündete, wie Bruce Banner alias Hulk, befinden sich nach der Zerstörung Asgards (Thors Heimatplanet) in einem Raumschiff auf dem Weg zur Erde alias Midgard, um eine Bleibe zu finden. Auf dem Weg werden sie von der Sanctuary II aufgehalten, Thanos’ riesigem Raumschiff.
In Thanos’ Besitz befindet sich ein mächtiger (Infinity-)Handschuh, der in Verbindung mit den sechs Infinity-Steinen über unvorstellbare Macht verfügt. Die Infinity-Steine sind im „Tesserakt“ (Raum, blau) aus Captain America: The First Avenger, im „Äther“ (Realität, rot) aus Thor – The Dark Kingdom, der „Gedankenstein“ (gelb) aus Avengers: Age of Ultron, im „Orb“ (Macht/Power, lila) aus Guardians of the Galaxy, im „Auge von Agamotto“ (Zeit, grün) aus Doctor Strange und der noch unentdeckte „Seelenstein“ (orange).

### Inhalt
Das Raumschiff der Asen, in dem sich Thor, sein Bruder Loki, Hulk und Heimdall befinden, wurde angegriffen. Der Titan Thanos tötete die Hälfte der Asen und ließ die andere Hälfte fliehen. Er foltert nun Thor und droht ihn zu töten, sollte ihm Loki nicht den Raumstein aushändigen. Loki beugt sich und gibt ihm den Tesserakt, in dem sich der Stein befindet. Thor und Hulk gelingt es nicht, Thanos daran zu hindern, mit dem Stein zu entkommen. Daraufhin tötet Thanos sowohl Heimdall, der aber Hulk zuvor noch mit dem Bifröst zur Erde teleportieren kann, als auch Loki, der zuvor vergeblich versucht hat, ihn zu überlisten. Der Raumstein ist der zweite Infinity-Stein, den der Titan in seinen Besitz bringen kann. Den ersten, den Machtstein, hat er bereits vom xandarianischen Nova Corps gestohlen, wobei er die Hälfte der Xandarianer getötet hat. Er schickt seine vier Ziehkinder Cull Obsidian, Ebony Maw, Corvus Glaive und Proxima Midnight nach zwei weiteren Steinen aus, die sich auf der Erde befinden. Daraufhin zerstört er das Raumschiff, auf dem Thor noch gefangen ist.
Auf der Erde kracht Hulk beziehungsweise der zurückverwandelte Bruce Banner durch die Decke des New Yorker Tempels der Magier Stephen Strange und Wong. Strange sucht Tony Stark auf und bittet ihn um Hilfe. Die drei erzählen Stark von den sechs Infinity-Steinen: elementaren Kristallstücken, die nach dem Urknall entstanden sind und zusammen eine unbesiegbare Kraft darstellen, die Thanos um jeden Preis in seinen Besitz bekommen will. Die Steine wurden in verschiedene Winkel des Universums geschleudert; der Raum- und der Machtstein, die Thanos bereits hat, aber auch der Gedankenstein, der sich in Visions Stirn befindet, der Realitätsstein, der Zeitstein im Besitz von Strange und der Seelenstein. Um Vision aufzuspüren, benötigt Stark die Hilfe von Steve Rogers, auch wenn sich die Avengers zuvor zerstritten hatten. Den Zeitstein beschützt Strange.
Daraufhin dringt ein Raumschiff von Thanos’ Flotte, mit Ebony Maw und Cull Obsidian an Bord, in die Erdatmosphäre ein. Maw, der über telekinetische Fähigkeiten verfügt, versucht, Strange den Stein abzunehmen. Da ihm dies jedoch nicht gelingt, entführt er ihn mitsamt dem Stein auf sein Raumschiff. Stark und Peter Parker kämpfen derweil gegen Obsidian. Schließlich kann Wong diesen auf einen Berg teleportieren. Stark und Parker gelingt es danach, sich auf das Raumschiff zu schmuggeln. Maw beginnt unterdessen, Strange zu foltern, damit dieser den Schutzzauber um den Zeitstein auflöst. Peter, der mittlerweile seinen neuen Anzug trägt, tüftelt mit Stark einen Plan aus: Nachdem Stark ein Loch in die Bordwand gesprengt und so Maw durch den Unterdruck ins Weltall befördert hat, wo dieser stirbt, können sie Strange befreien. Währenddessen zieht sich Wong in den Tempel zu dessen Schutz zurück, und Banner kontaktiert Rogers.
Die Guardians of the Galaxy sind gerade mit ihrem Raumschiff unterwegs, als sie das Notsignal der Asen empfangen. Diesem folgend stoßen sie auf das Trümmerfeld des von Thanos zerstörten Asen-Schiffes. Der einzige Überlebende inmitten der Trümmer, den sie an Bord holen können, ist Thor. Thanos’ Ziehtochter Gamora erzählt ihm von den Plänen ihres Vaters: Er versucht, die halbe Bevölkerung des Universums mit Hilfe der sechs Steine auszulöschen, um das Universum ins Gleichgewicht zu bringen und vor Überbevölkerung zu schützen. Sollte er alle sechs Steine in seinen Handschuh einsetzen können, bräuchte Thanos nur mit den Fingern zu schnipsen, und sein Plan würde Realität werden.
Da der Realitätsstein beim Collector auf dem Planeten Knowhere ist und Thor sich eine neue Waffe im Kampf gegen Thanos beschaffen möchte, trennen sie sich. Thor reist gemeinsam mit Rocket, von dem er ein neues Auge erhält, und Groot nach Nidavellir, der Rest der Guardians nach Knowhere. Dort beobachten sie, wie Thanos den Collector foltert, worauf Drax und Gamora aus persönlichen Gründen Thanos angreifen. Thanos wird von Gamora tödlich verwundet, was aber nur eine von Thanos’ mithilfe des Realitätssteines hervorgerufene Illusion ist, genau wie der Collector, und diente als Falle, um Gamora zu entführen. Als sie auf Thanos’ Schiff, der Sanctuary II, versucht, ihm den Wahnsinn seines Planes zu verdeutlichen, ist Thanos jedoch nur daran interessiert, in den Besitz des nächsten Steines zu kommen. Er weiß durch Gamoras Schwester Nebula, die er auf seinem Schiff gefangen hält, dass sie den Ort kennt, an dem sich der Seelenstein befindet. Als Thanos beginnt, Nebula zu foltern, verrät Gamora ihm, dass dieser sich auf Vormir befindet. Dort angekommen, erfährt Thanos von Red Skull, dem dazu verdammten Wächter des Steines, dass er jemanden, den er aufrichtig liebt, opfern muss, um an den Seelenstein zu kommen. Gamora glaubt, dass seine Pläne damit zunichte wären, da er nichts und niemanden aufrichtig liebe. Als sie jedoch erkennt, dass sie diese Person ist, versucht sie, sich selbst zu töten, was Thanos verhindert. Mit Tränen in den Augen stößt er daraufhin Gamora eine Klippe hinab und erhält so den Stein.
Vision hat sich derweil mit seiner geheimen Liebe, Wanda Maximoff, nach Schottland zurückgezogen. Als Glaive und Midnight dort unerwartet auftauchen und versuchen, ihm den Gedankenstein aus seinem Kopf zu entfernen, erhalten sie Hilfe von Steve Rogers, Sam Wilson und Natasha Romanoff. Gemeinsam gelingt es ihnen, die Angreifer zurückzuschlagen, wobei sie Glaive schwer verletzen. Vision möchte, dass sein Stein zerstört wird, selbst wenn das seinen Tod bedeuten würde. Nachdem sie auf einem Zwischenstopp Rhodes und Banner aus dem Avengers-Hauptquartier abgeholt haben, will letzterer versuchen, den Stein so aus Visions Stirn zu entfernen, dass dieser selbst überlebt. Daher beschließen sie, das technologisch hochentwickelte Wakanda um Hilfe zu bitten. Dort treffen sie auf den geheilten Bucky Barnes, der von T’Challa eine neue Armprothese erhalten hat. König T’Challas Schwester Shuri beginnt damit, den Stein von Visions Neuronen zu trennen, ohne dass er dabei Schaden nimmt. Als Obsidian, Midnight und Glaive in Wakanda eintreffen und versuchen, die schützende Kuppel zu durchbrechen, die Wakanda umgibt, stellen sich Wakandas Krieger und die Avengers im Kampf gegen die Kinder des Titanen und die Hunderte von ihnen mitgebrachten, unintelligenten Kreaturen, die Outrider.
Thor hat unterdessen Nidavellir erreicht, doch der Neutronenstern zur Herstellung einer Waffe ist erloschen, und seine Ringe sind zum Stillstand gekommen. Der Zwerg Eitri offenbart den dreien, dass er es war, der einst den Handschuh für Thanos angefertigt hat, um die anderen dort lebenden Zwerge zu retten, welche von Thanos wenig später getötet wurden. Um seinen Fehler wiedergutzumachen, braucht er jedoch die Energie des Sternes, um den Schmelzofen aufzuheizen und so die ultimative Waffe, Sturmbrecher, gießen zu können. Thor kann mit Hilfe von Rocket die Ringe wieder in Bewegung setzen, und Eitri gießt das Metall in die Form. Weil kein Stiel für Thors neue Axt zur Stelle ist, opfert Groot einen seiner Holzarme, der jedoch sofort nachwächst.
Stark, Parker und Strange haben unterdessen beschlossen, sich vom Autopiloten von Maws Raumschiff nach Titan bringen zu lassen, um Thanos dort zu bekämpfen. Zuerst treffen sie jedoch auf die übrigen Guardians Peter Quill, Drax und Mantis, die sich dort auf Anweisung von Nebula, die sich befreien konnte und etwas später eintrifft, eingefunden haben. Da beide Gruppen annehmen, dass die jeweils andere für Thanos arbeitet, bekämpfen sie sich zunächst, merken aber schnell, dass sie auf derselben Seite stehen. Strange schaut mittels des Zeitsteines in über 14 Millionen mögliche Zukunftsszenarien ihres Kampfes gegen Thanos, wovon nur eine einzige siegreich endet. Als Thanos erscheint, gelingt es ihnen, ihn festzusetzen. Sie versuchen gemeinsam, ihm den Handschuh abzunehmen. Als Quill aber von ihm erfährt, dass Gamora tot ist, greift er ihn aus Wut im Alleingang an, woraufhin Thanos sich wieder befreien und die Avengers besiegen kann. Als Thanos droht, Stark zu töten, tauscht Strange den Zeitstein gegen Starks Leben ein. Als Stark Strange fragt, weshalb er das getan habe, antwortet dieser, dass dies die einzige Möglichkeit war und sie nun im Endspiel seien.
In Wakanda kommt es derweil zum großen Kampf zwischen den Avengers mit ihren Verbündeten und den Anhängern von Thanos. Auch Thor, Rocket und Groot sind mittlerweile eingetroffen. Mit vereinten Kräften schaffen sie es, die Black Order und einen Großteil der Outrider zu töten. Als Thanos dann jedoch selbst in Wakanda eintrifft und die sich ihm in den Weg stellenden Avengers überwältigen kann, erinnert Vision Wanda an ihr Versprechen, mit ihren Kräften den Stein in seinem Kopf zu zerstören, damit dieser nicht in die Hände von Thanos fällt. Unter Tränen zerstört sie den Gedankenstein, wodurch Vision getötet wird. Thanos nutzt jedoch seine neu erworbene Macht, um die Zeit zurückzudrehen, so den Gedankenstein wieder zusammensetzt und ihn anschließend aus Visions Kopf reißt. Kurz nachdem Thanos den letzten Infinity-Stein in seinen Handschuh eingesetzt hat, stürzt jedoch Thor mit seiner neuen Axt auf ihn herab. Der Hieb dringt tief in seine Brust ein.
Der Titan ist aber noch bei Bewusstsein und sagt zu Thor, dass er besser auf den Kopf hätte zielen sollen. Daraufhin löscht er, wie von Gamora angekündigt, mit einem einzigen Fingerschnippen die Hälfte aller Lebewesen im gesamten Universum aus. Betroffene Lebewesen lösen sich auf und zerfallen zu Staub. Unter den Opfern befinden sich Drax, Mantis, Groot und Quill sowie T’Challa, Bucky, Wanda, Sam, Strange und Peter Parker, die sich alle vor den Augen ihrer Freunde in Staub auflösen. Während die verbliebenen Avengers gemeinsam mit Rocket und Okoye um ihre verschwundenen Freunde trauern, sitzt Stark zusammen mit Nebula auf Titan fest. Thanos heilt seine Brustwunde mit dem Zeitstein, verschwindet durch ein Portal des Raumsteines und ruht sich auf der Veranda seines Hauses an einem abgelegenen Ort aus.
In der Post-Credit-Szene sieht man Nick Fury und Maria Hill, die bemerken, dass um sie herum immer mehr Menschen zu Staub zerfallen, was ein großes Chaos auslöst. Nachdem auch Hill betroffen ist, kann Fury noch einen Sender aktivieren, ehe er sich selbst auflöst. Auf dem Bildschirm des zu Boden gefallenen Senders, einem altmodischen Piepser, ist kurz darauf das Symbol von Captain Marvel zu sehen.

## Produktion

### Produktionsgeschichte
Nachdem sich der Film The First Avenger: Civil War in dramaturgischer Hinsicht als sinnvoll erwiesen hatte und den Regisseuren dazu diente, die vielen Erzählbögen und Heldenfiguren zusammenzuführen, um so der dritten Phase des Marvel Cinematic Universe ein personalreiches Terrain zu bereiten, sollen Avengers: Infinity War und dessen geplante Fortsetzung nach einer vorläufigen Versöhnung der Avengers die Kulmination all dessen sein, was bisher im Marvel-Universum passiert ist. Im Mai 2016 wurde bekannt, dass der ursprünglich angekündigte Titel des Films, Avengers: Infinity War – Part I, und der Titel der Fortsetzung noch überarbeitet werden sollen. Zur gleichen Zeit ließen die Russo-Brüder verlautbaren, dass im Film die Konflikte zwischen den Avengers nicht vollends gelöst und auch die Feindseligkeiten zwischen ihnen nicht beendet sein werden. Im Film sollen die Figuren, die sich untereinander auf dem Höhepunkt der Dysfunktion und Feindseligkeit befinden, in eine Geschichte gepackt werden, in der sie vor der größten Gefahr, der sie je begegneten, stehen werden. So sollen es die Rächer im Film mit dem Titan Thanos aufnehmen müssen, der mithilfe der Infinity-Steine die gesamte Galaxie unterjochen will.
Ende Mai 2016 haben die Russo-Brüder und die Drehbuchautoren Christopher Markus und Stephen McFeely ein Mitwirken der Figuren Star-Lord und Rocket Raccoon in Aussicht gestellt. Kurz danach wurde bekannt, dass womöglich auch Gamora, Drax und Groot – und damit fast alle Figuren aus Guardians of the Galaxy – im Film einen Auftritt haben werden. Durch ein Crossover könnten die kosmischen Elemente des Marvel Cinematic Universe mit den eher geerdeten Teilen des Film-Universums verbunden werden. Darsteller Josh Brolin kündigte März 2018 in einem Interview an, dass die Jugend von Bösewicht Thanos im Film eine Rolle spielen wird.
Im April 2017 erklärte Kevin Feige, der Chef der Marvel Studios, in einem Interview, dass es für Star-Lord, Gamora, Groot, Drax und Rocket zwischen den Ereignissen aus Guardians of the Galaxy Vol. 2 und Avengers: Infinity War zu einem beträchtlichen Zeitsprung kommen wird, da der zweite Teil nur ein Jahr nach den Ereignissen aus dem ersten Teil aus dem Jahr 2014 spielt, zwischen Guardians of the Galaxy Vol. 2 und Avengers: Infinity War allerdings ungefähr vier Jahre vergehen und die Zeitrechnung bei Guardians of the Galaxy etwas abweicht.

### Stab
Im Mai 2015 wurde von Marvel offiziell verkündet, dass Christopher Markus und Stephen McFeely den kommenden Avengers-Zweiteiler schreiben werden. Hierzu meinte Kevin Feige: „Chris und Steve sind seit den ersten Tagen von Phase Eins ein integrierter Teil der Marvel-Familie und ihre Arbeit spricht für sich selbst.“
Die Regie übernehmen, wie bereits für den Vorgängerfilm The First Avenger: Civil War, die Brüder Anthony und Joe Russo. Zum grundsätzlichen Aufbau des Films sagte Anthony Russo im April 2016, sie planen einen mehrperspektivischen Ansatz, bei dem sie nach und nach die Geschichten der einzelnen Figuren vorstellen und diese erst später in der Erzählung zusammenführen. Zur gleichen Zeit wurde bekannt, dass die Figuren Star-Lord und Thor im Film zum Einsatz kommen sollen.

### Besetzung
Da vor Abschluss der Dreharbeiten noch eine Reihe weiterer Marvel-Filme entstehen sollten, konnte Anthony Russo vor deren Beginn noch keine genauen Angaben zu den Mitwirkenden machen, erklärte jedoch, dass es eine große Geschichte mit sehr vielen Figuren werden solle. Nachdem die Rolle von Spider-Man nicht nur im Film The First Avenger: Civil War, bei dem die Russo-Brüder Regie geführt hatten, sondern auch in Spider-Man: Homecoming, dem ersten Film mit Spider-Man als Hauptfigur in der Neuauflage, mit Holland besetzt worden war, äußerte sich Anthony Russo zum Auftauchen dieser Figur: Spider-Man war immer ein großer Favorit für mich und meinen Bruder, als wir aufwuchsen. Ein besonderes Vergnügen bei den Marvel-Filmen ist ja gerade, dass unterschiedliche Regisseure unterschiedliche Charaktereigenschaften der Figuren erforschen können.
Früh war die Besetzung von Thanos mit dem Schauspieler Josh Brolin bekannt geworden. Später wurden die Besetzungen weiterer Rollen bekannt, nachdem einige Gerüchte über diese aufgekommen waren. Robert Downey Jr., der für den Film eine Gage von über 75 Millionen US-Dollar bekommen haben soll, und Chris Evans sind erneut in ihren Rollen als Tony Stark und Steve Rogers zu sehen. Auch Chris Hemsworth und Mark Ruffalo kehren als Thor und Bruce Banner zurück.
Mit einem offiziellen Casting-Call im Dezember 2016 wurden unter anderem Scarlett Johansson als Natasha Romanoff, Chadwick Boseman als T’Challa bestätigt.
Die Rolle von Wanda Maximoff alias Scarlet Witch wurde mit Elizabeth Olsen besetzt. Paul Bettany wird den Androiden Vision spielen. Sebastian Stan soll die Rolle von Bucky Barnes übernehmen. Während der San Diego Comic-Con 2017 wurde offiziell bestätigt, dass Don Cheadle als James Rhodes zurückkehren wird. Auch Tom Holland und Anthony Mackie werden als Spider-Man und Falcon zu sehen sein.
Benedict Cumberbatch übernimmt erneut die Rolle von Dr. Stephen Strange, und der in dem Film Doctor Strange in der Rolle des Bibliothekar Wong zu sehende Schauspieler Benedict Wong soll in der Rolle seines loyalen Sidekicks zu sehen sein.
Des Weiteren wird es zu einem Crossover mit den Guardians kommen. Wie bereits in Guardians of the Galaxy und dessen Fortsetzung wird Chris Pratt die Rolle von Peter Quill alias Star-Lord übernehmen, Zoe Saldana wird als Gamora und Dave Bautista als Drax zu sehen sein.
Im Januar 2017 wurde bekannt, dass Karen Gillan die Rolle von Nebula und Sean Gunn die Motion-Capture-Aufnahmen von Rocket übernehmen werden. Zudem wird Pom Klementieff als Mantis einen Auftritt haben. Die Sprecherrollen von Rocket und Groot wurden wie bereits im Film Guardians of the Galaxy Vol. 2 von Bradley Cooper und Vin Diesel übernommen.
Zusätzlich wurden mehrere Nebendarsteller bestätigt. Über IMDb wurden die Auftritte von Tom Hiddleston als Loki, Letitia Wright als Shuri und Kerry Condon als F.R.I.D.A.Y. bekannt.
Durch Fotos aus Edinburgh, einem Drehort des Filmes, wurde ein Mitwirken von Tessa Thompson als Walküre vermutet. In Interviews gaben Gwyneth Paltrow und Jon Favreau zudem bekannt, dass beide ebenfalls Teil des Filmes sein werden. Ebenfalls in einem Interview gab Jacob Batalon seinen Auftritt bekannt. Auch einige Figuren aus Black Panther tauchen erneut auf, so zum Beispiel Danai Gurira als Okoye, Winston Duke als M’Baku und die deutsche Schauspielerin Florence Kasumba als Ayo.
Die Motion-Capture-Aufnahmen der „Black Order“ wurden mit dem Schauspieler und Bewegungschoreograf Terry Notary als Cull Obsidian, Tom Vaughan-Lawlor als Ebony Maw und Michael James Shaw als Corvus Glaive gedreht. Notary übernahm zudem die Motion-Capture-Aufnahmen von Groot. Mitte April 2018 verkündeten die Russo-Brüder in einem Interview mit der Radio Times, dass Carrie Coon Proxima Midnight spielt. Später bestätigte diese via Twitter, dass sie sowohl die Motion-Capture-Aufnahmen als auch die Stimme übernahm.
Weitere Castmitglieder sind Cobie Smulders als Maria Hill und Benicio del Toro als der Collector. Mit der Veröffentlichung eines offiziellen Filmposters Mitte März 2018 wurde des Weiteren das Mitwirken von Idris Elba als Heimdall und Peter Dinklage als Eitri bestätigt. Wie bereits in allen vorherigen MCU-Filmen und vielen anderen Marvel-Comicverfilmungen hat Stan Lee wieder einen Cameoauftritt, diesmal als Busfahrer.
Mit der Veröffentlichung des Filmes wurde die Rückkehr von William Hurt als Thaddeus Ross und Ross Marquand als Red Skull bekannt. Letzterer wurde in Captain America: The First Avenger noch von Hugo Weaving porträtiert. Auch Samuel L. Jackson taucht ein erneutes Mal als Nick Fury auf, allerdings nur in der Post-Credit-Szene.
Im fertigen Film kommen entgegen den Erwartungen einige eigentlich bestätigte Figuren nicht vor. So fehlen Jeremy Renner als Hawkeye, Paul Rudd als Ant-Man und Jon Favreau als Happy Hogan. Favreau ist jedoch in den gelöschten Szenen der Heimkinoveröffentlichung zu sehen, zusammen mit Joe Russo, der einen Paparazzo namens Bert spielt.

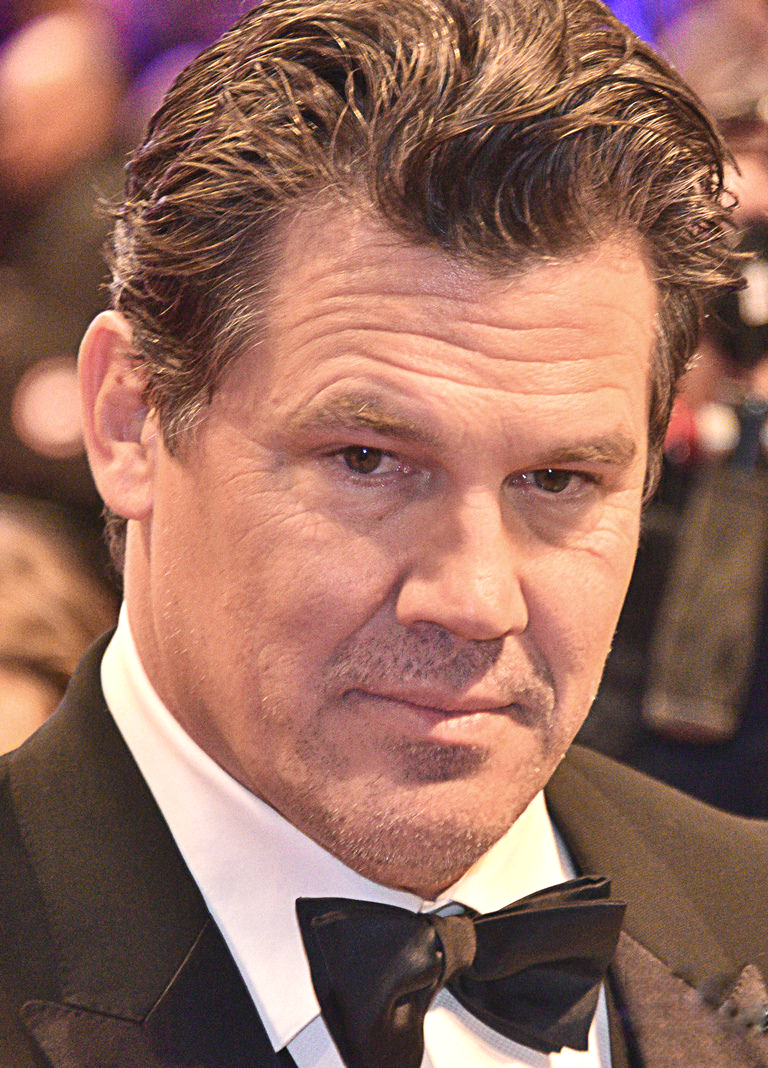
Josh Brolin spielt Thanos
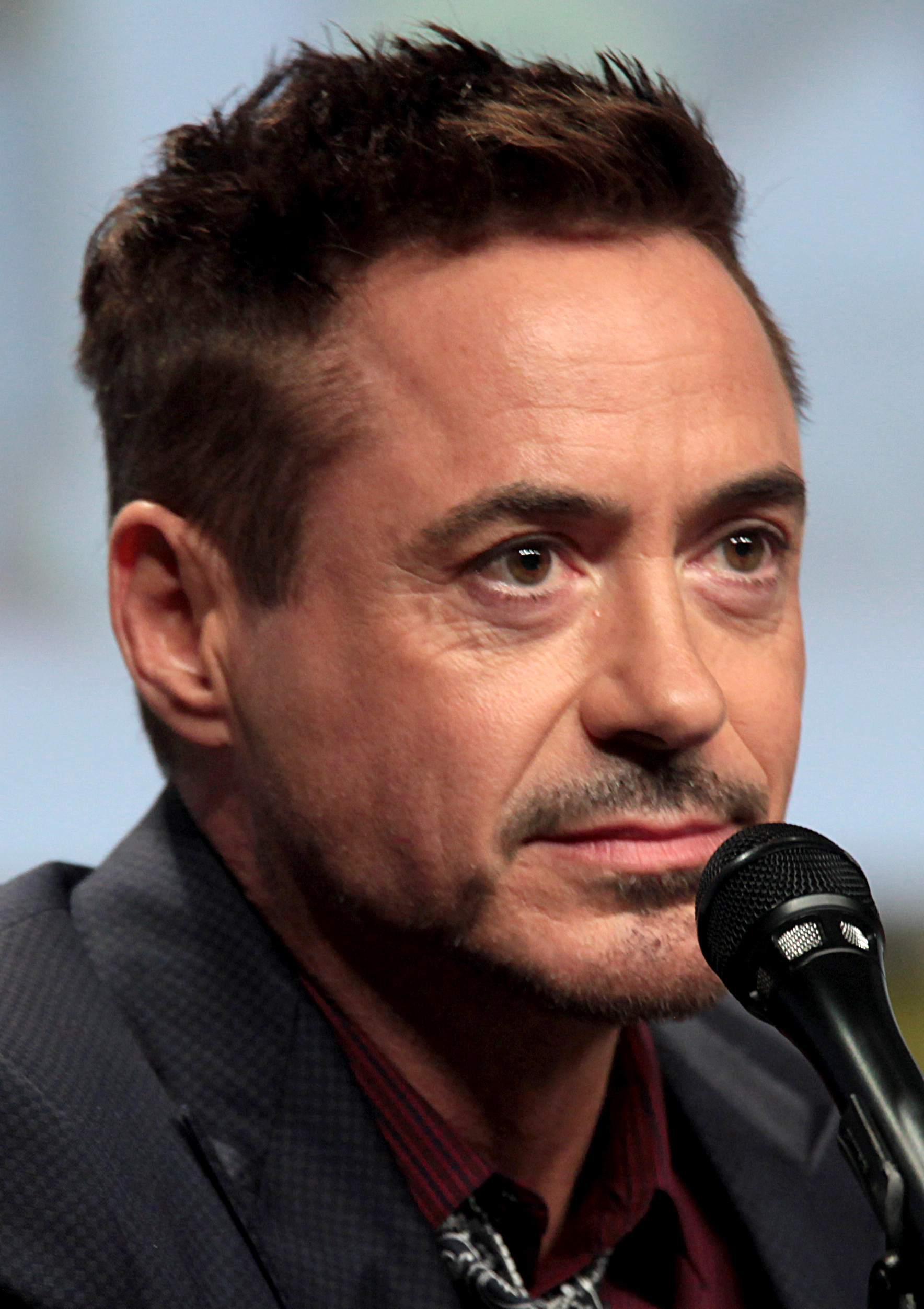
Robert Downey Jr. spielt Tony Stark alias Iron Man
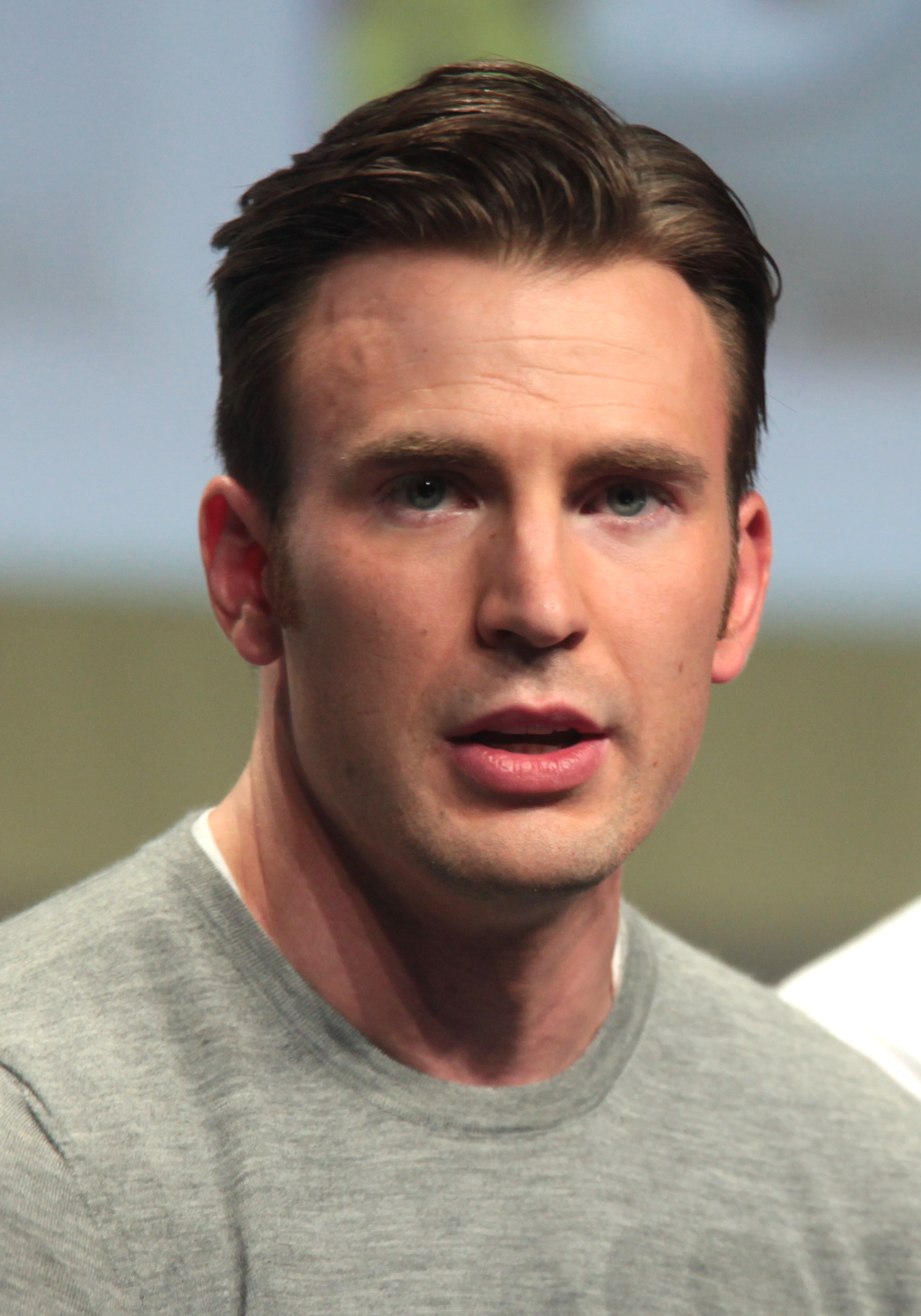
Chris Evans spielt Steve Rogers alias Captain America
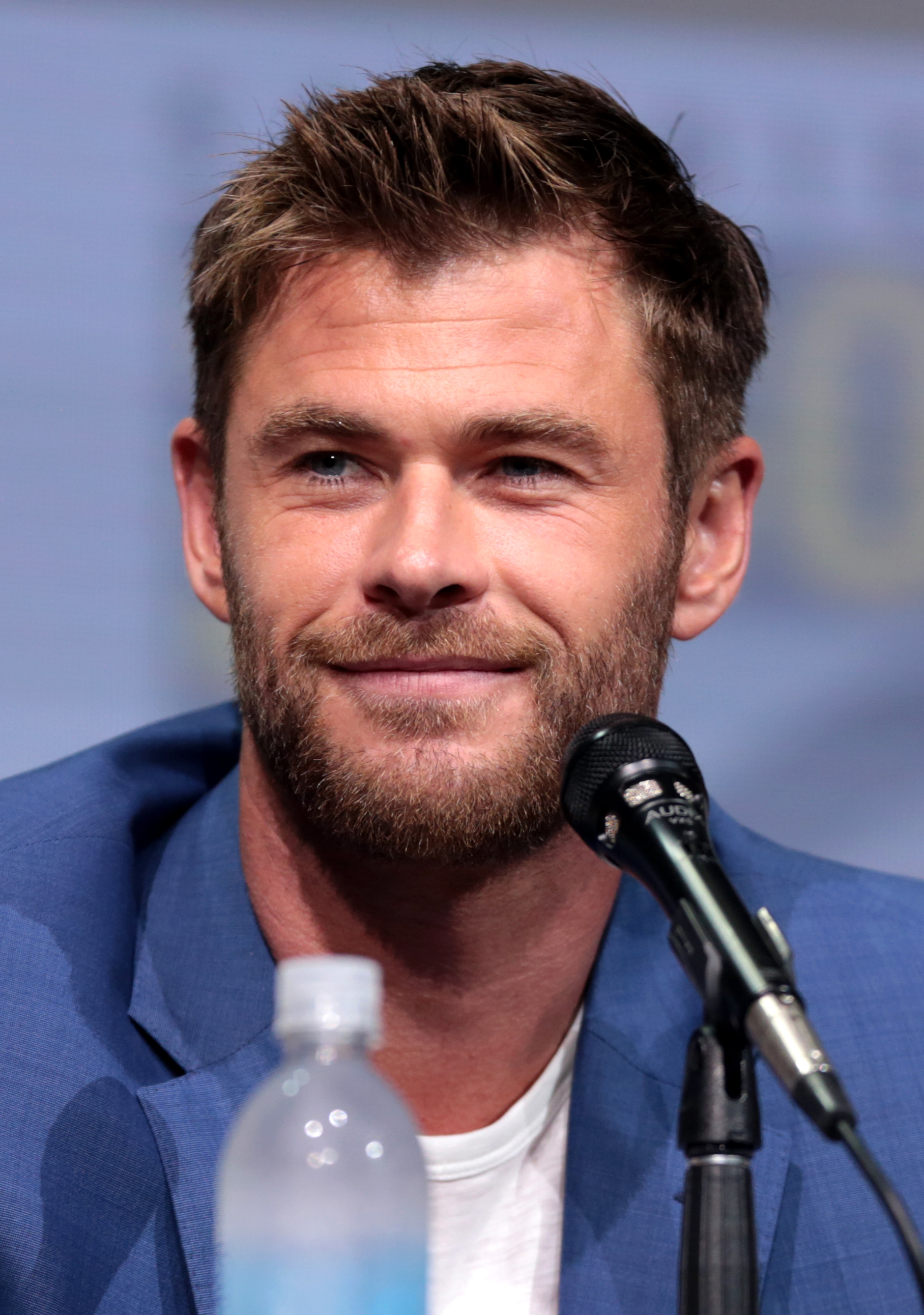
Chris Hemsworth spielt Thor Odinson
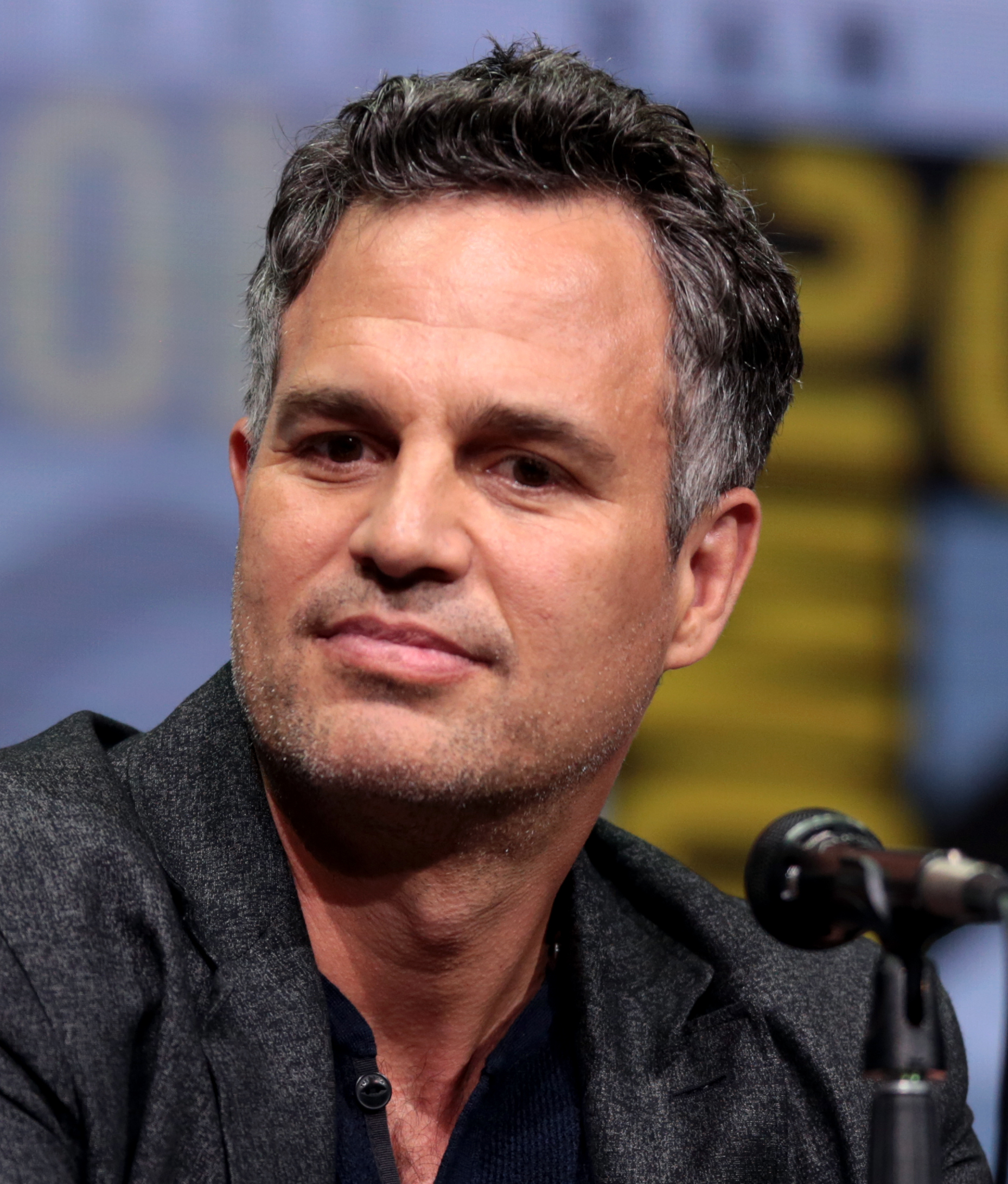
Mark Ruffalo spielt Bruce Banner alias Hulk
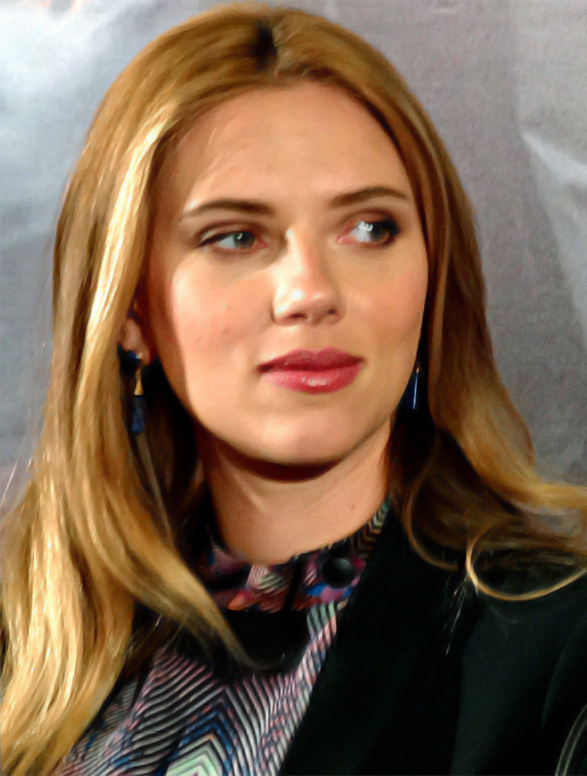
Scarlett Johansson spielt Natasha Romanoff alias Black Widow
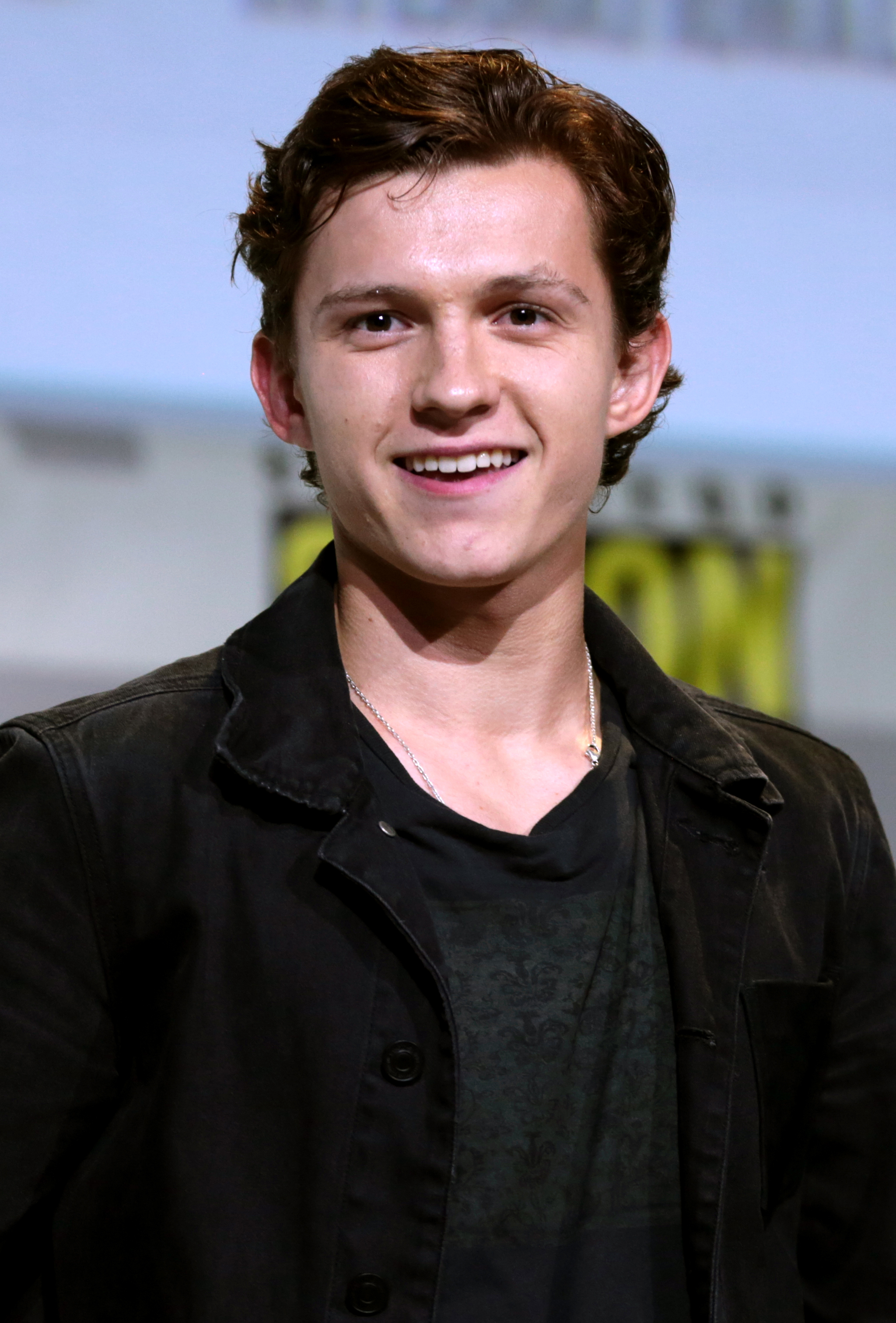
Tom Holland spielt Peter Parker alias Spider-Man
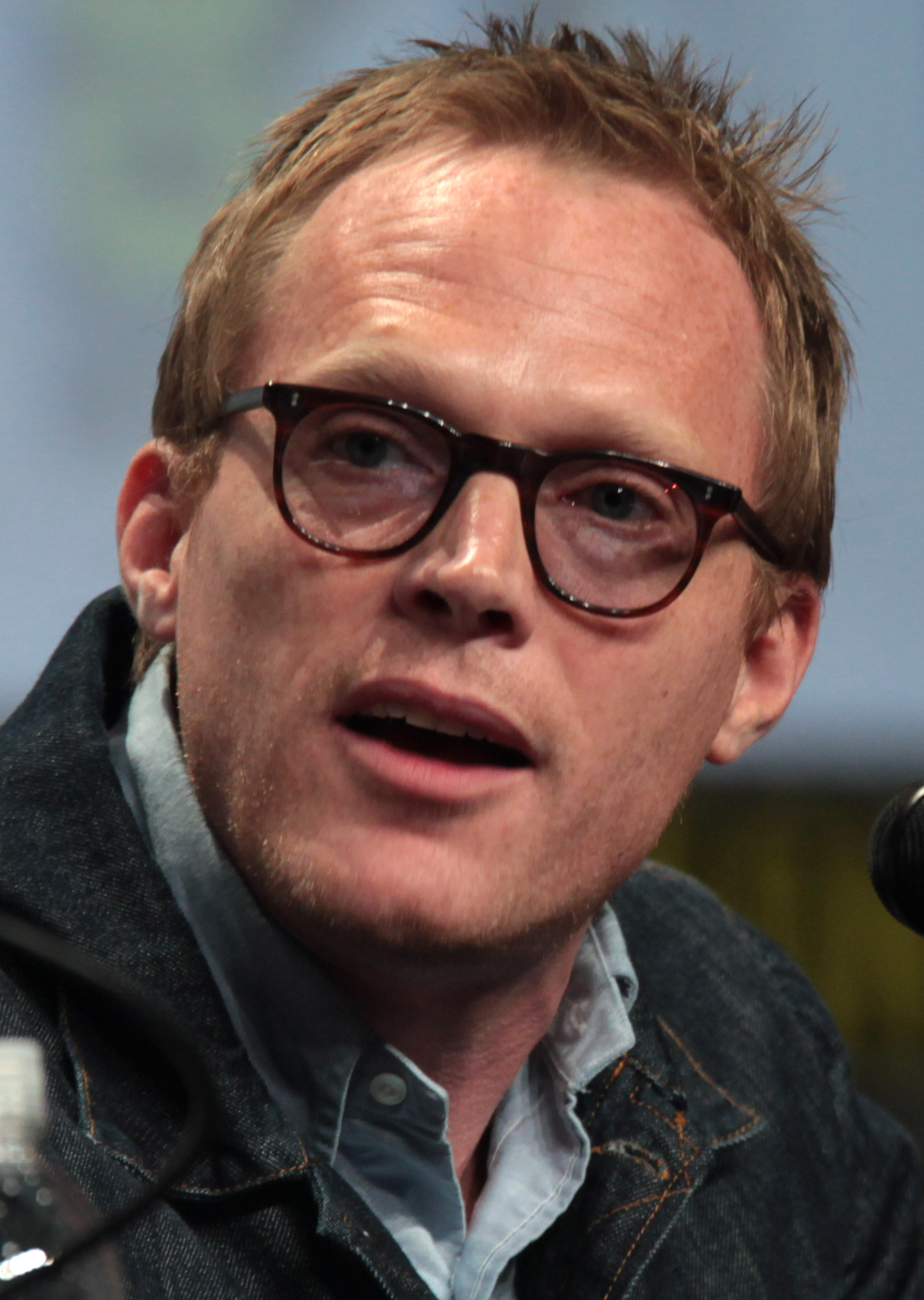
Paul Bettany spielt Vision
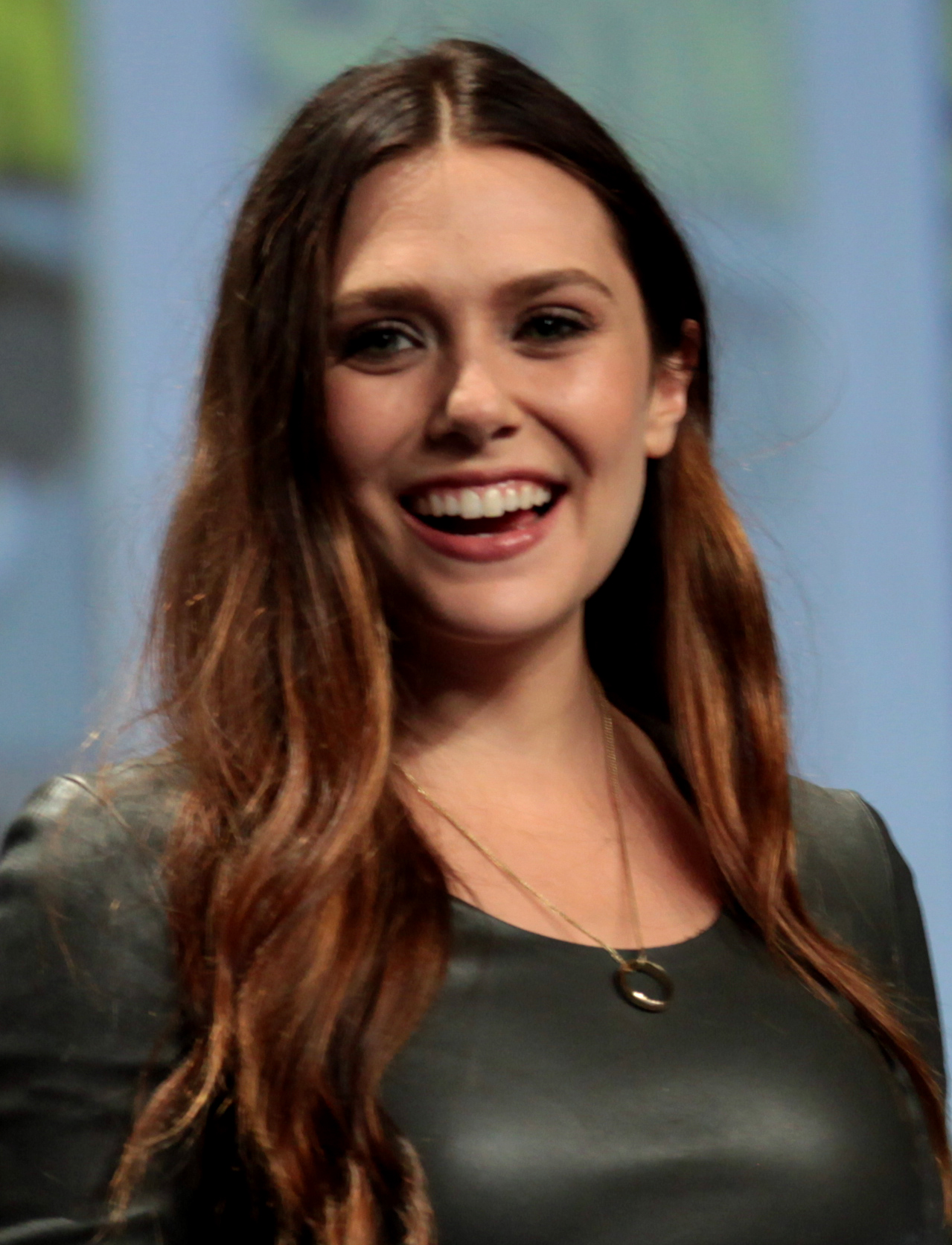
Elizabeth Olsen spielt Wanda Maximoff alias Scarlet Witch
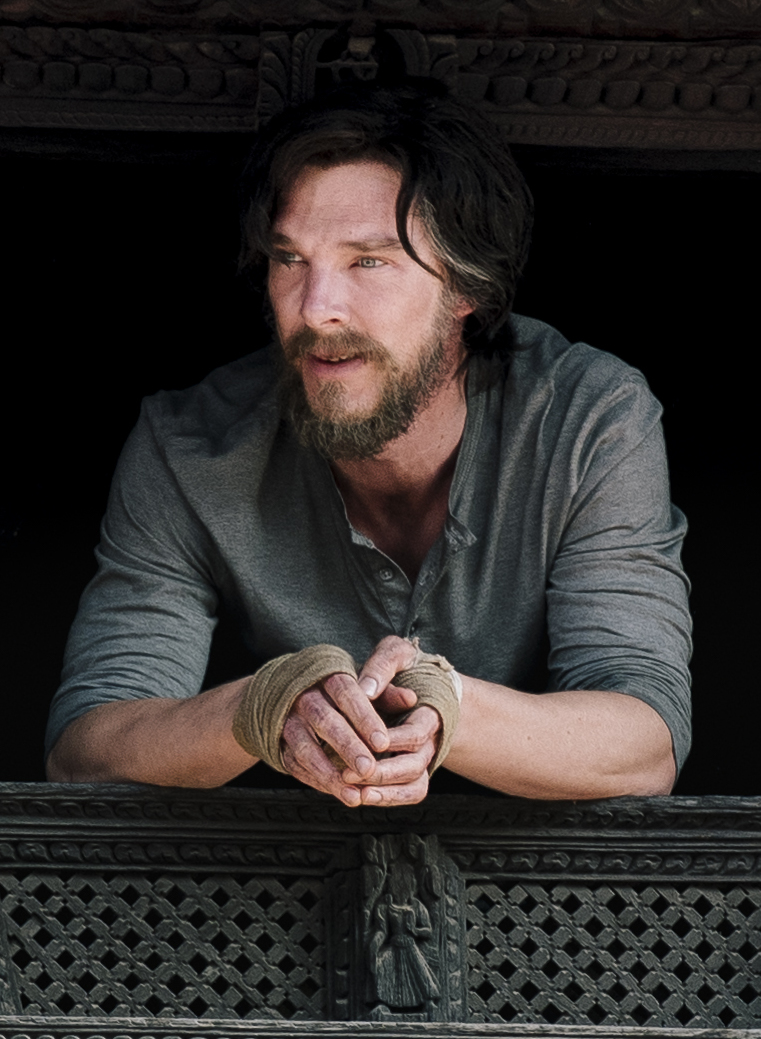
Benedict Cumberbatch spielt Dr. Stephen Strange
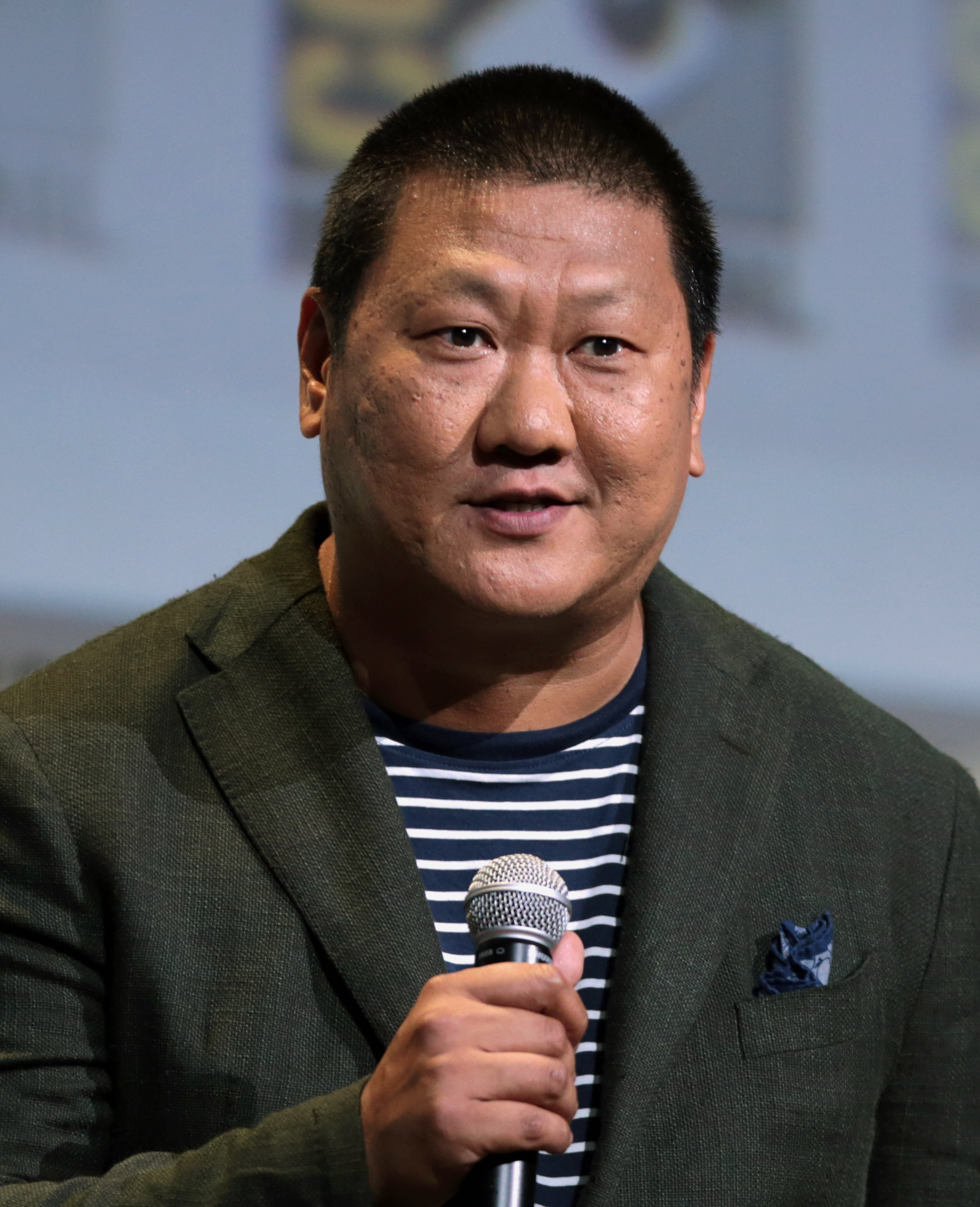
Benedict Wong spielt den Magier Wong
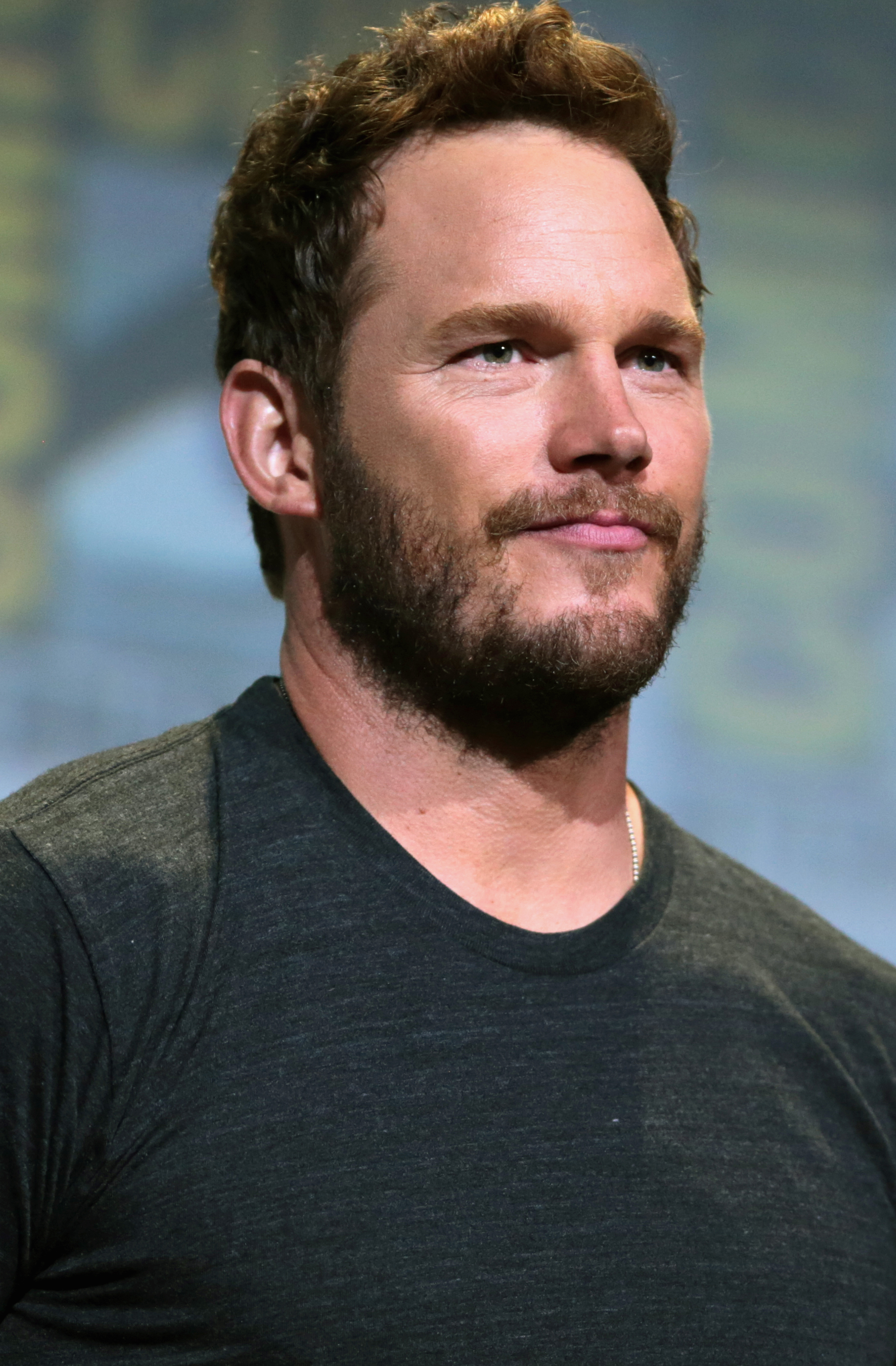
Chris Pratt spielt Peter Quill alias Star-Lord
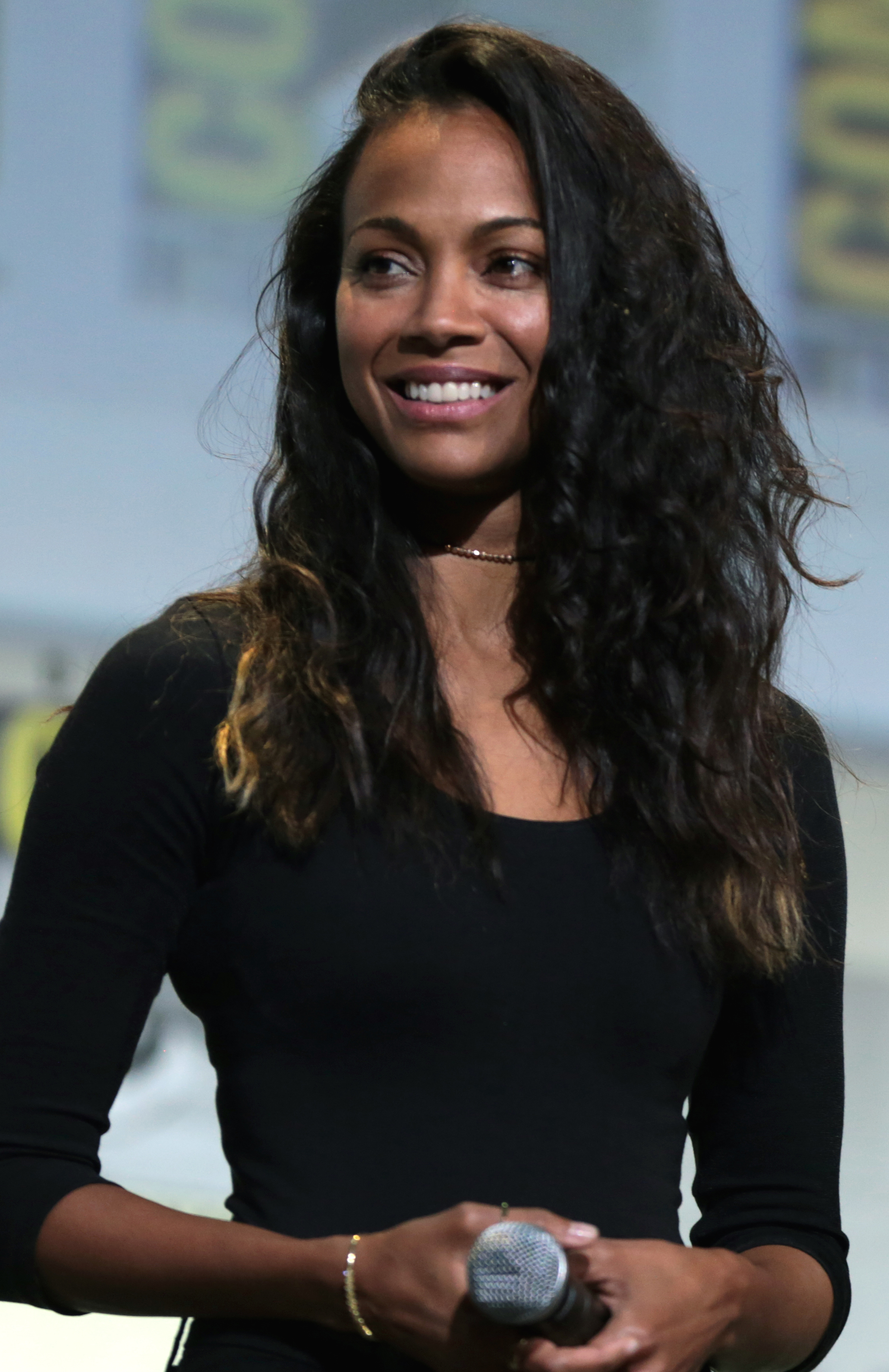
Zoe Saldana spielt Gamora
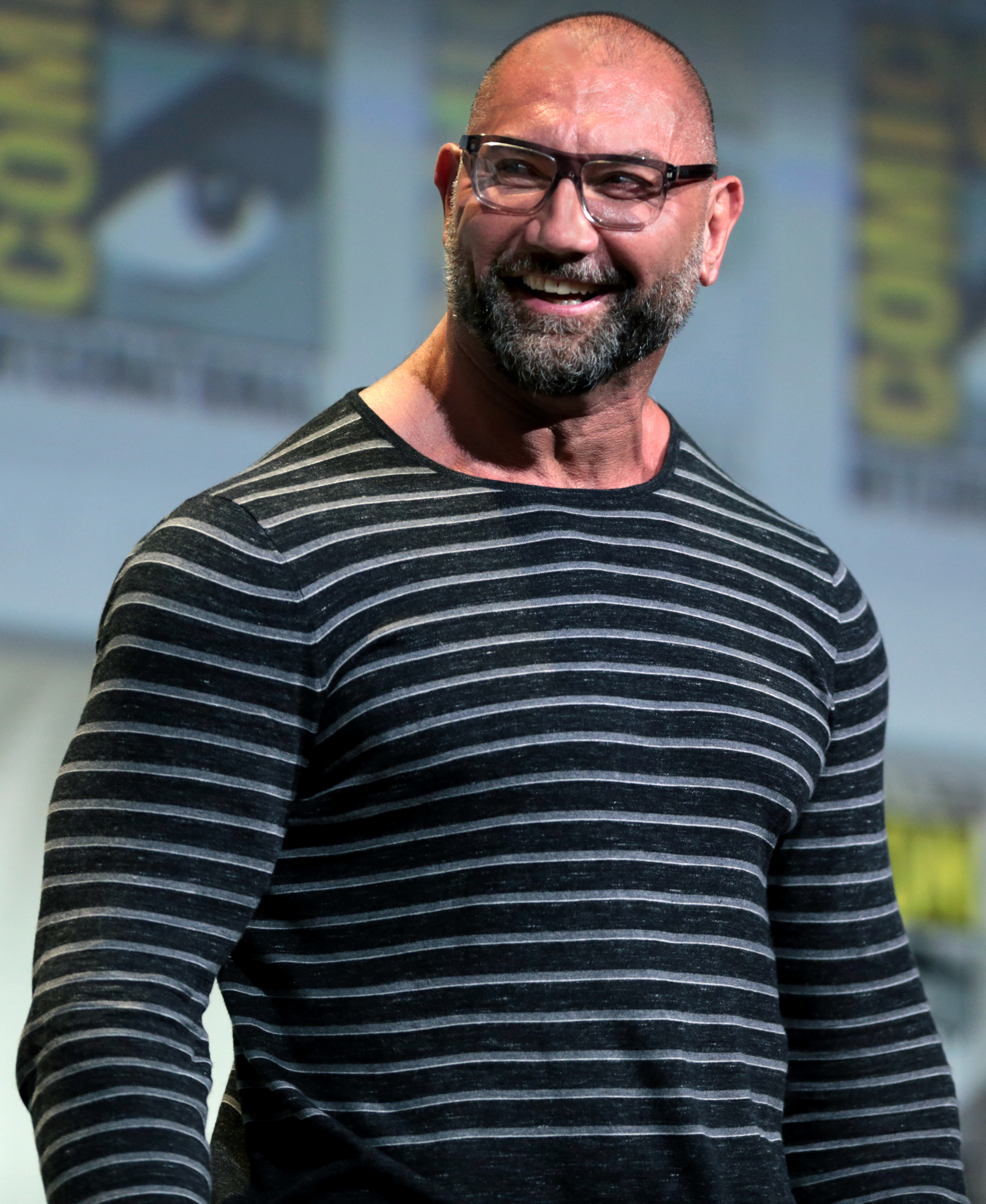
Dave Bautista spielt Drax
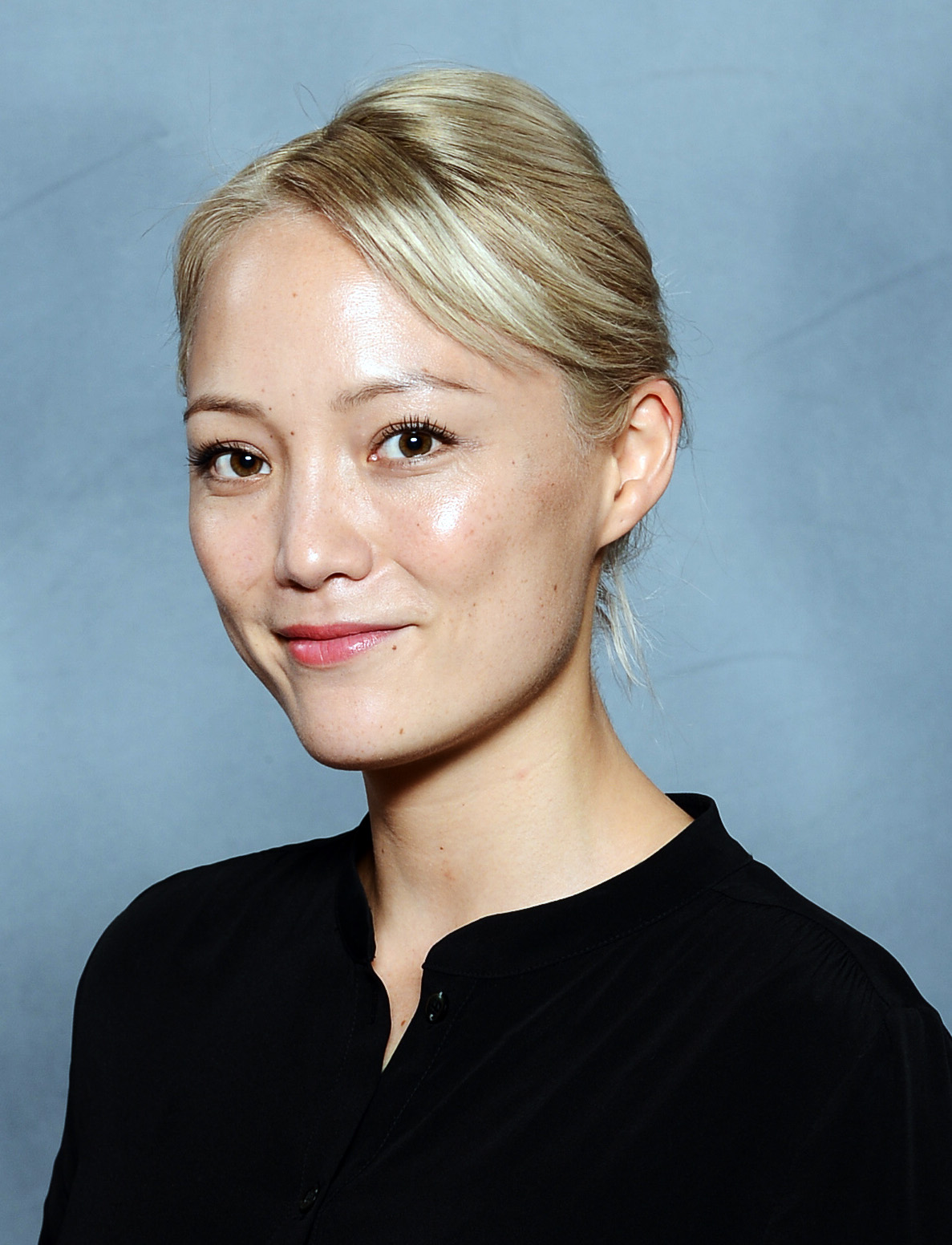
Pom Klementieff spielt Mantis
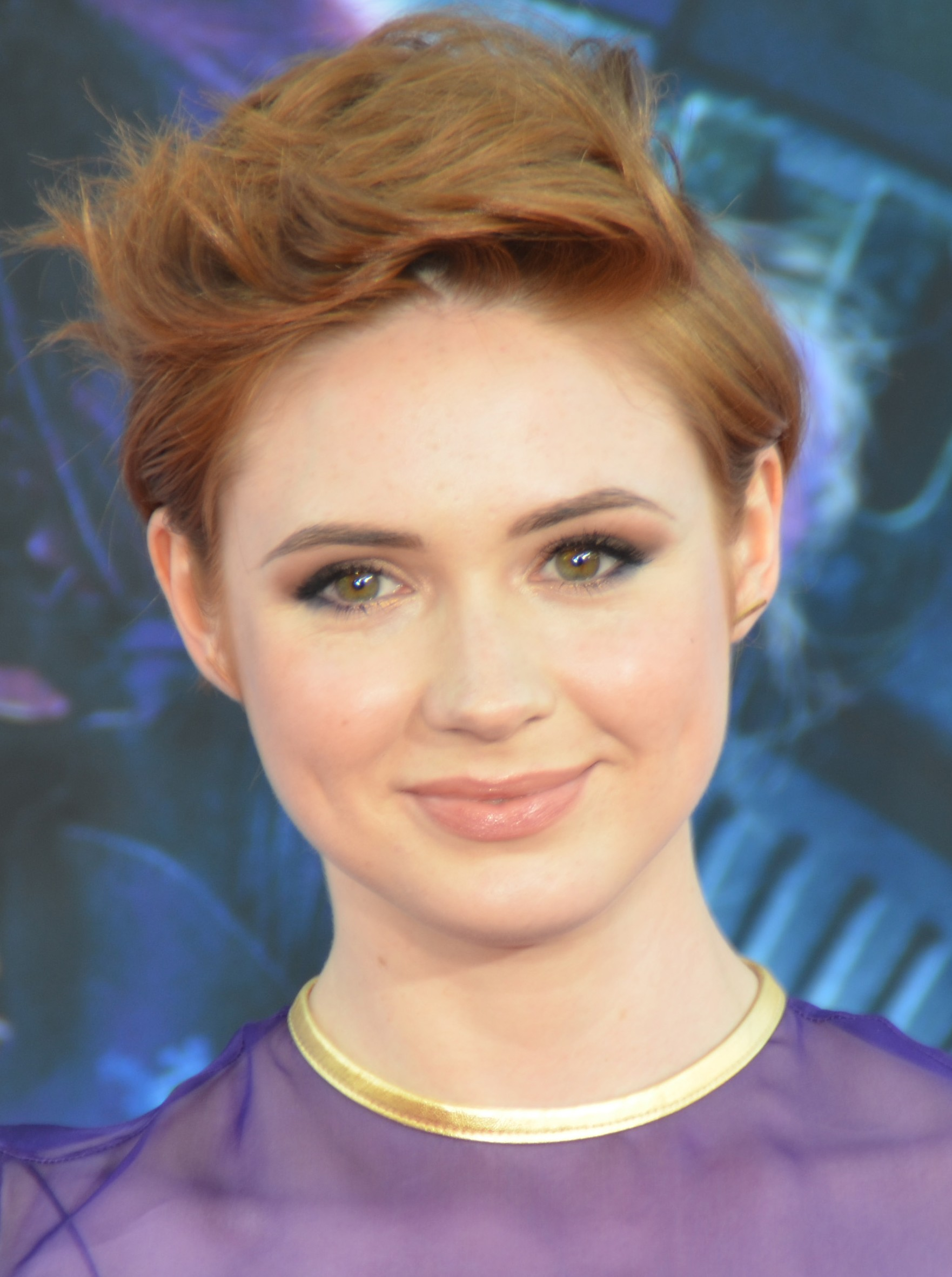
Karen Gillan spielt Nebula
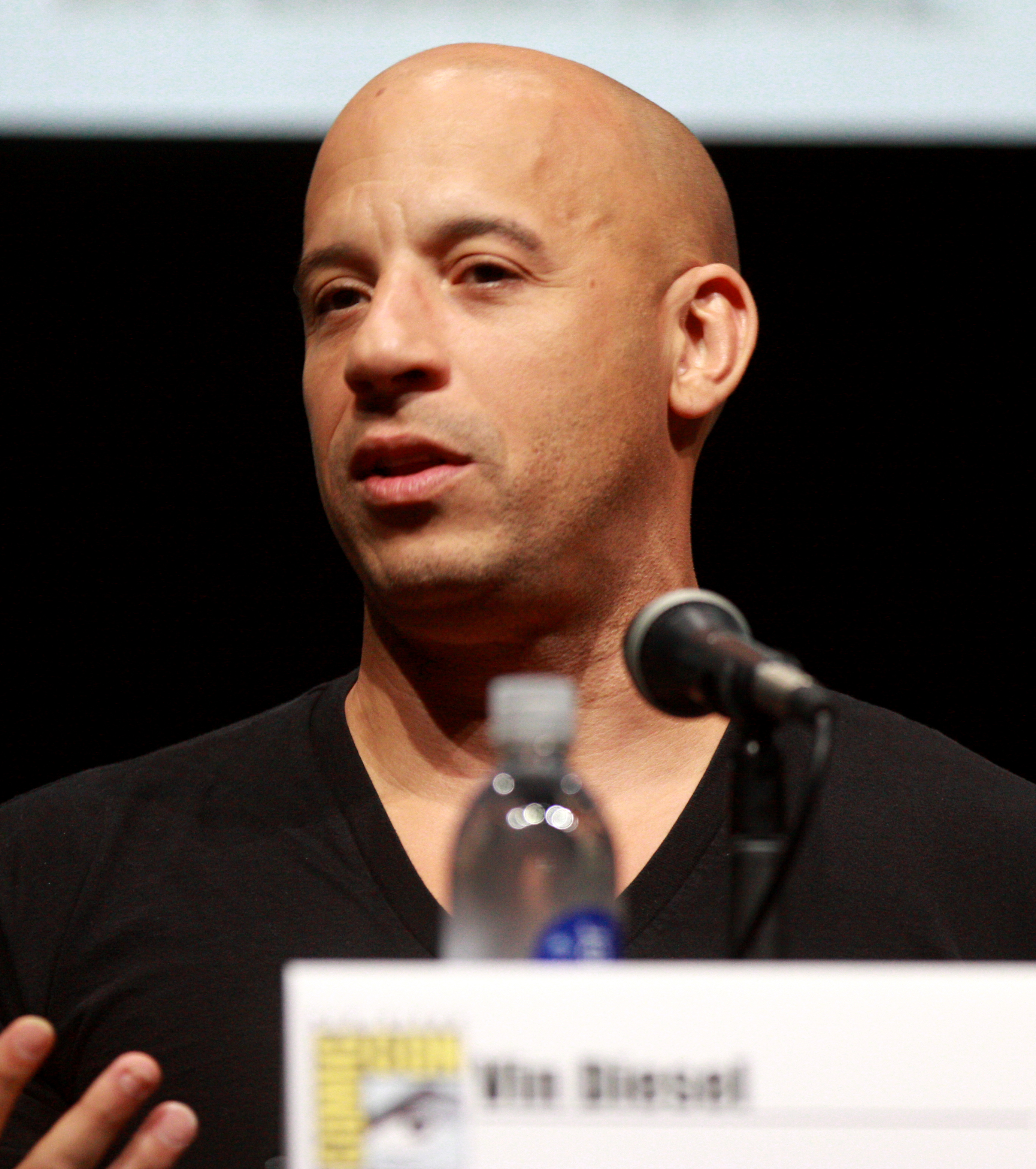
Vin Diesel spricht Groot
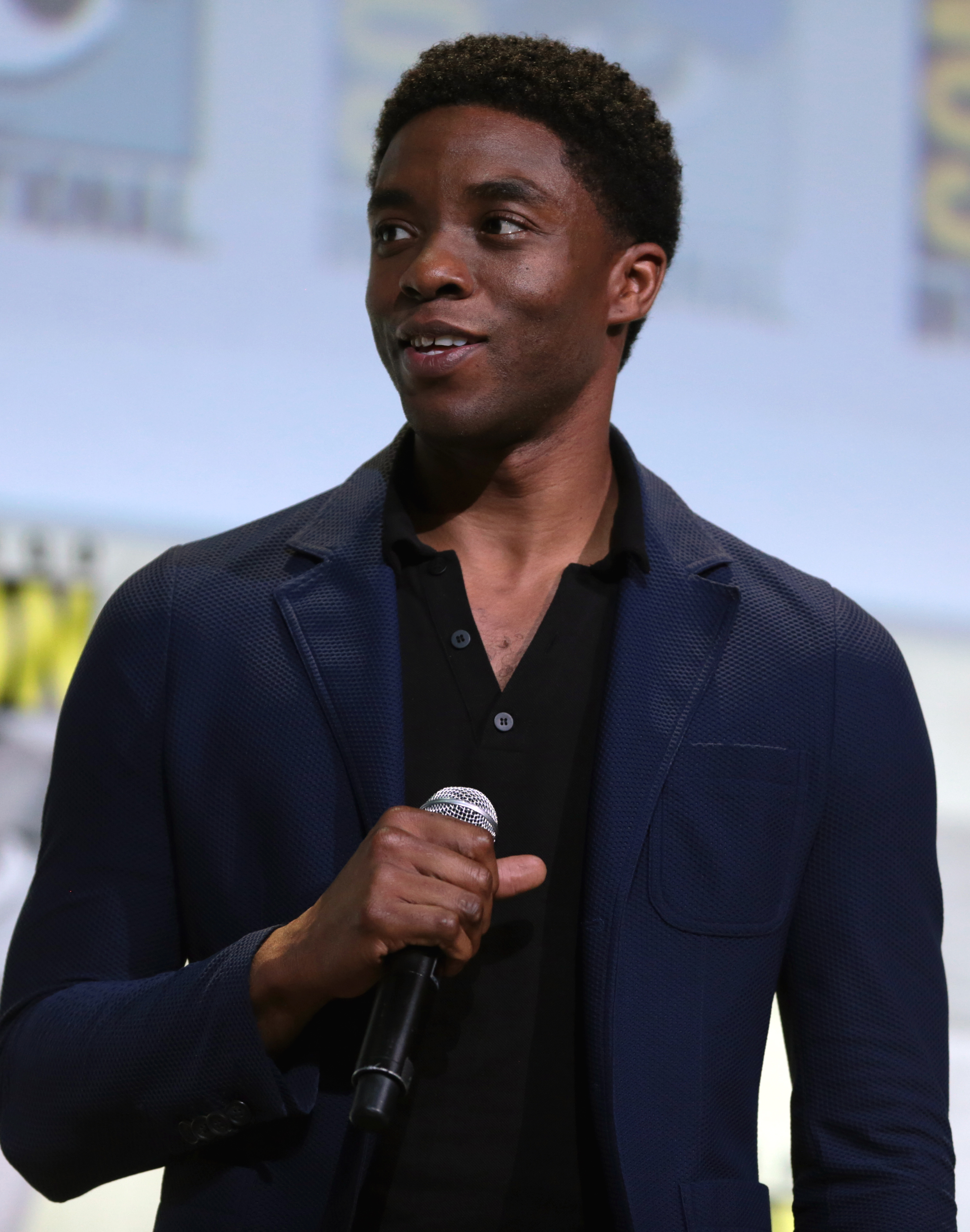
Chadwick Boseman spielt T’Challa alias Black Panther
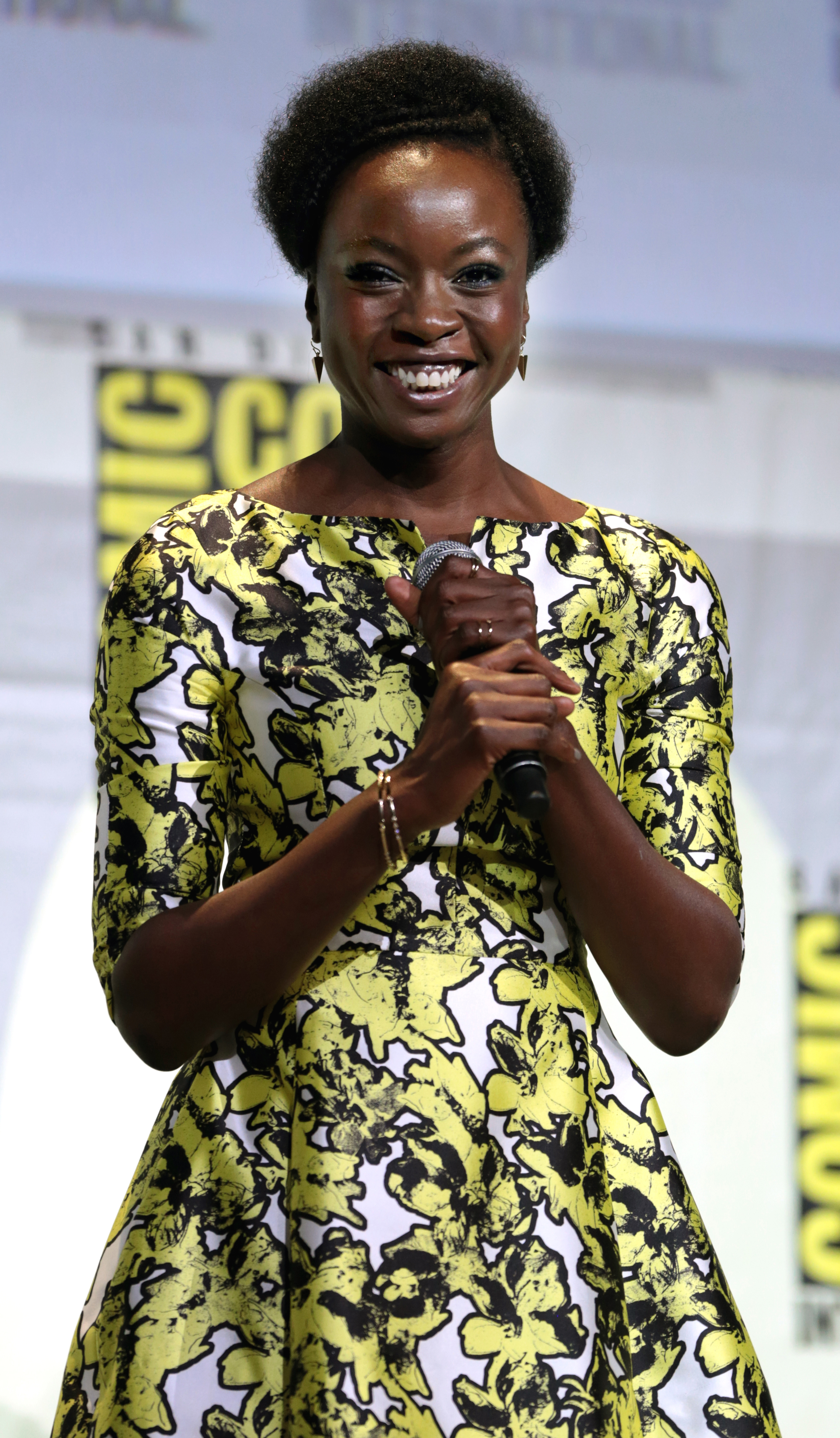
Danai Gurira spielt General Okoye
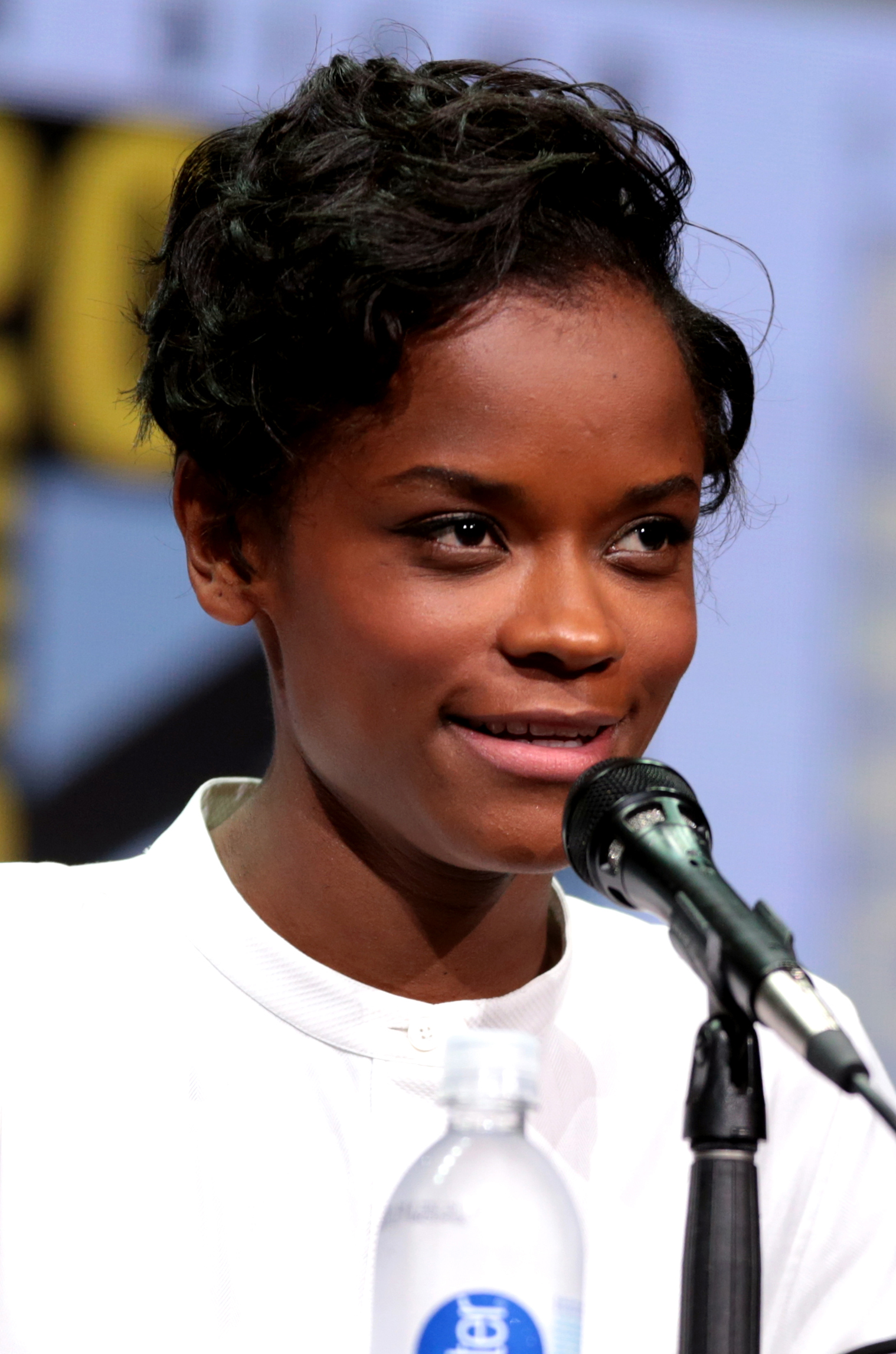
Letitia Wright spielt Shuri
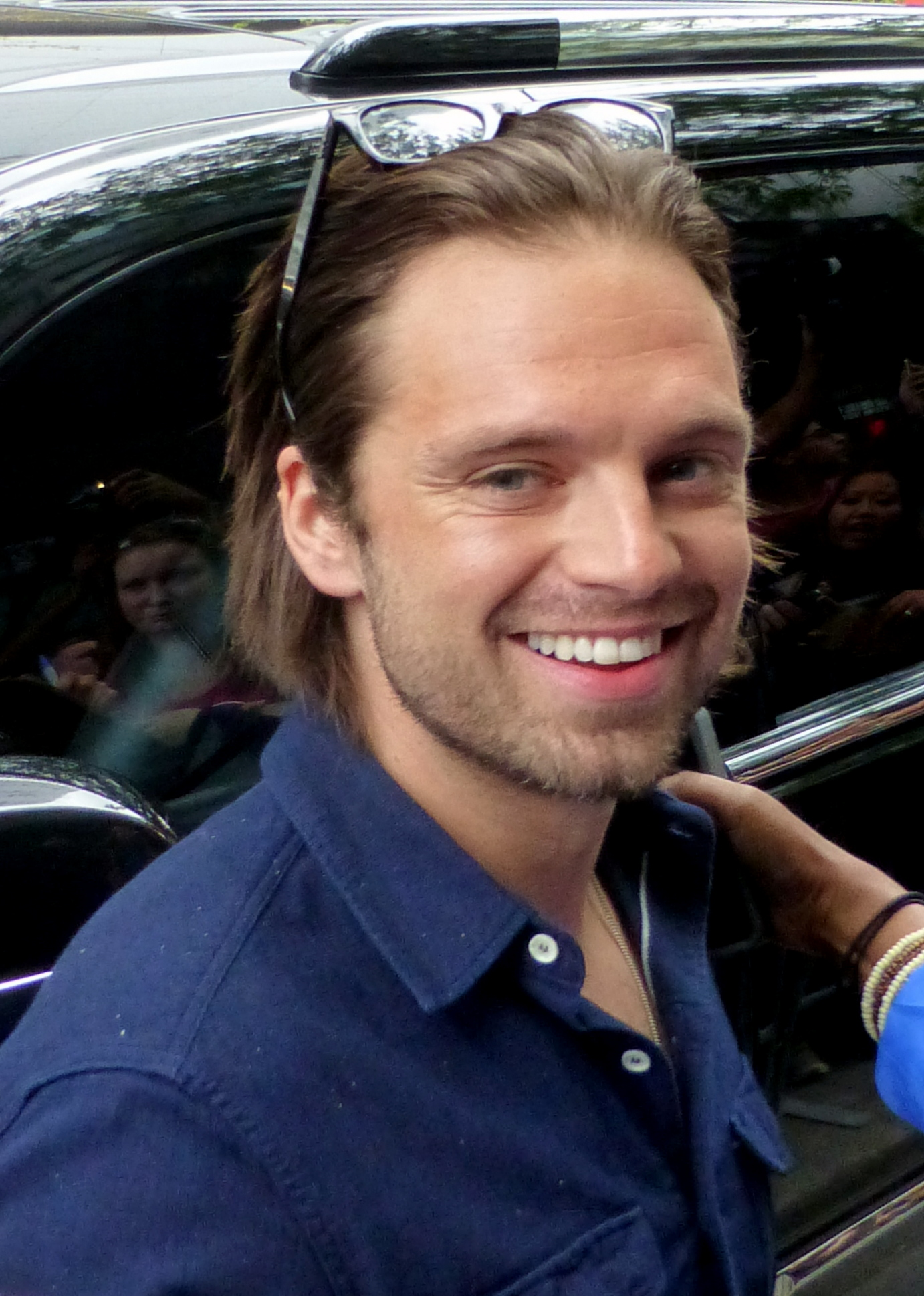
Sebastian Stan spielt Bucky Barnes
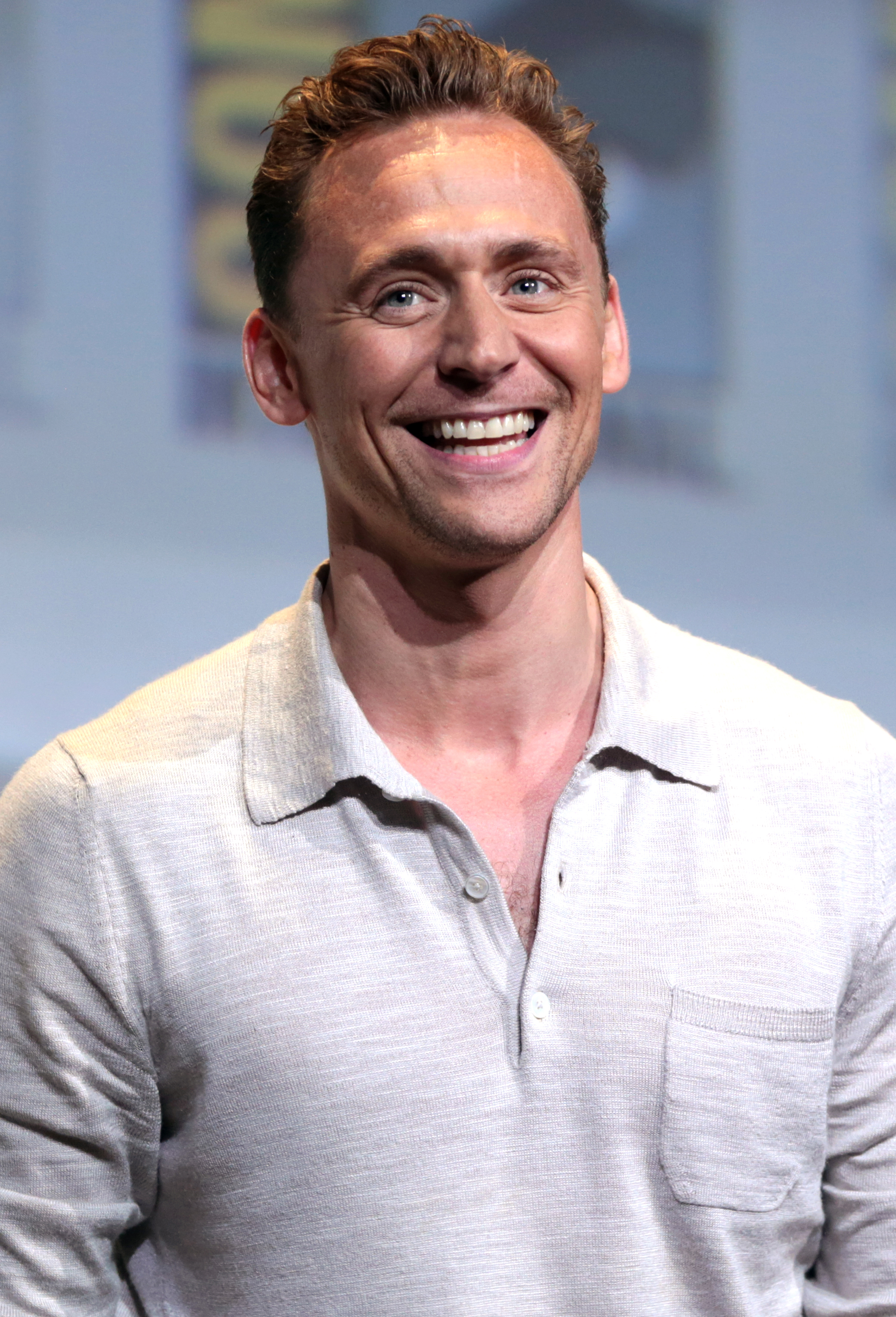
Tom Hiddleston spielt Loki
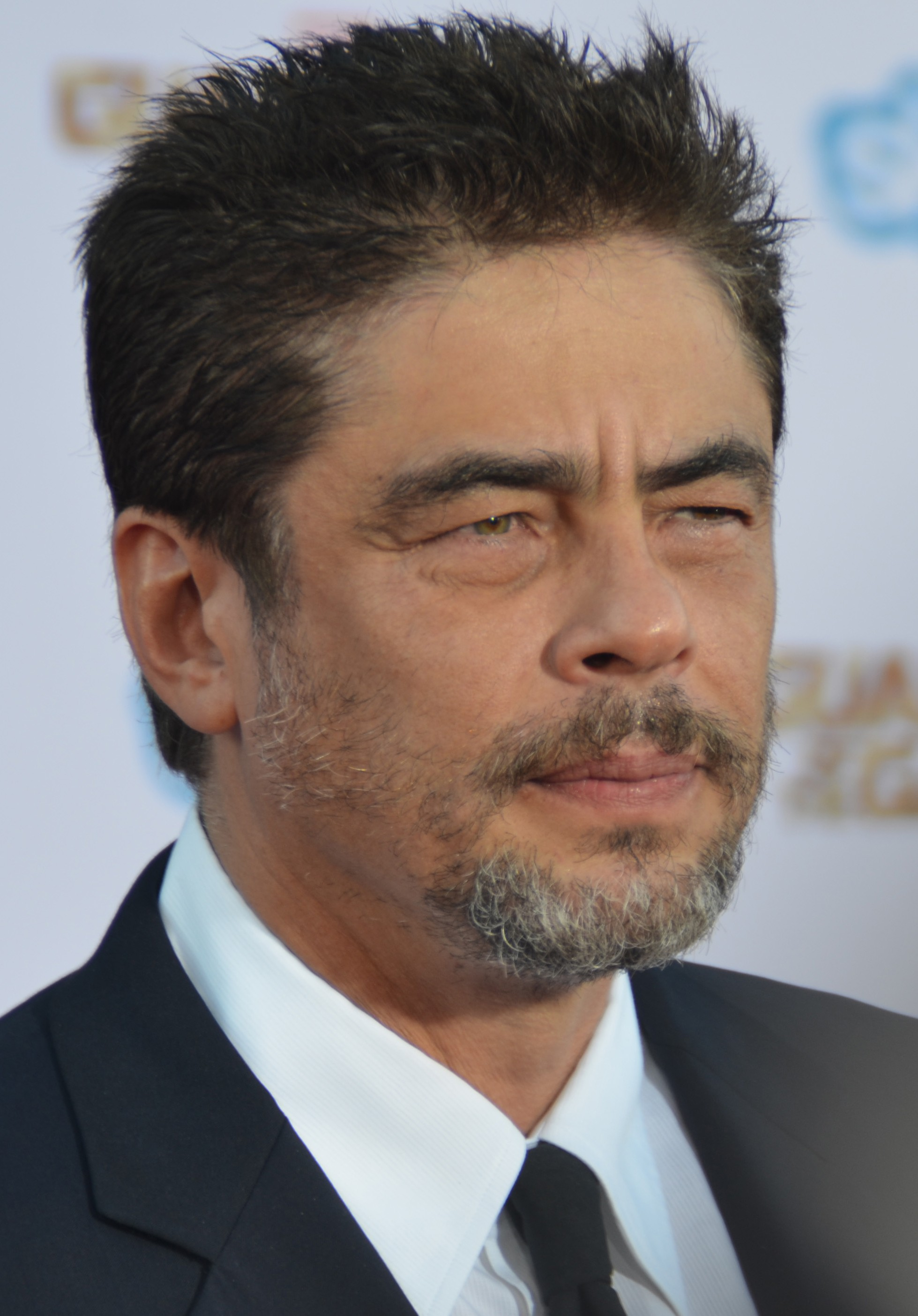
Benicio del Toro spielt Taneleer Tivan alias Der Collector
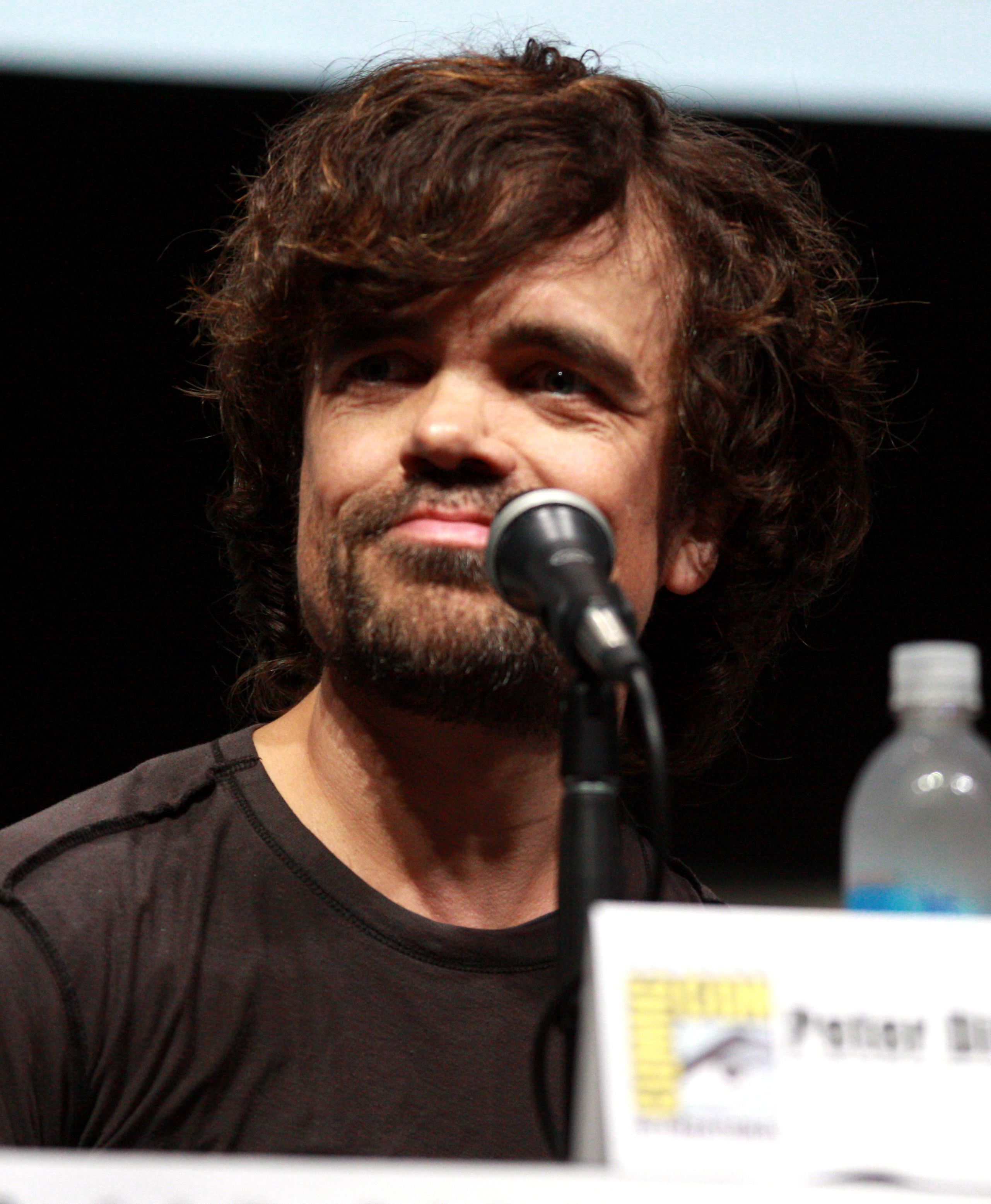
Peter Dinklage spielt Eitri

### Synchronisation
Die deutsche Synchronisation entstand bei der Film- & Fernseh-Synchron nach einem Dialogbuch von Klaus Bickert und unter der Dialogregie von Tobias Meister, welcher im Film Tony Stark / Iron Man synchronisierte.
| Darsteller                                              | Rolle                                    | Synchronsprecher                 |
| (Abtrünnige) Avengers                                   | (Abtrünnige) Avengers                    | (Abtrünnige) Avengers            |
| ------------------------------------------------------- | ---------------------------------------- | -------------------------------- |
| Robert Downey Jr.                                       | Anthony „Tony“ Stark / Iron Man          | Tobias Meister                   |
| Chris Hemsworth                                         | Thor Odinson                             | Tommy Morgenstern                |
| Mark Ruffalo                                            | Dr. Bruce Banner / Hulk                  | Norman Matt                      |
| Chris Evans                                             | Steven „Steve“ Rogers / Captain America  | Dennis Schmidt-Foß               |
| Scarlett Johansson                                      | Natasha Romanoff / Black Widow           | Luise Helm                       |
| Don Cheadle                                             | Col. James „Rhodey“ Rhodes / War Machine | Dietmar Wunder                   |
| Tom Holland                                             | Peter Parker / Spider-Man                | Christian Zeiger                 |
| Paul Bettany                                            | Vision                                   | Frank Schaff                     |
| Elizabeth Olsen                                         | Wanda Maximoff / Scarlet Witch           | Shandra Schadt                   |
| Anthony Mackie                                          | Sam Wilson / Falcon                      | Stefan Günther                   |
| Black Order                                             |                                          |                                  |
| Josh Brolin                                             | Thanos                                   | Klaus-Dieter Klebsch             |
| Tom Vaughan-Lawlor                                      | Ebony Maw                                | Frank Röth                       |
| Carrie Coon (Stimme) Monique Ganderton (Motion Capture) | Proxima Midnight                         | Vera Teltz                       |
| Michael James Shaw                                      | Corvus Glaive                            | Sven Fechner                     |
| Terry Notary                                            | Cull Obsidian                            | kein Text                        |
| Guardians of the Galaxy                                 |                                          |                                  |
| Chris Pratt                                             | Peter Jason Quill / Star-Lord            | Leonhard Mahlich                 |
| Dave Bautista                                           | Drax, der Zerstörer                      | Alexander Duda                   |
| Zoe Saldana Ariana Greenblatt (jung)                    | Gamora                                   | Tanja Geke Victoria Glück (jung) |
| Pom Klementieff                                         | Mantis                                   | Daniela Molina                   |
| Karen Gillan                                            | Nebula                                   | Rubina Nath                      |
| Vin Diesel (Stimme) Terry Notary (Motion Capture)       | Groot                                    | Hans-Eckart Eckhardt             |
| Bradley Cooper (Stimme) Sean Gunn (Motion Capture)      | Rocket / Subjekt 89P13                   | Fahri Yardım                     |

| Darsteller                              | Rolle                                          | Synchronsprecher         |
| Magier                                  | Magier                                         | Magier                   |
| --------------------------------------- | ---------------------------------------------- | ------------------------ |
| Benedict Cumberbatch                    | Dr. Stephen Strange                            | Sascha Rotermund         |
| Benedict Wong                           | Wong                                           | Achim Buch               |
| Zugehörig zu den (abtrünnigen) Avengers |                                                |                          |
| Sebastian Stan                          | James Buchanan „Bucky“ Barnes / Winter Soldier | Björn Schalla            |
| Tom Hiddleston                          | Loki Laufeyson                                 | Peter Lontzek            |
| Idris Elba                              | Heimdall                                       | Marco Kröger             |
| Gwyneth Paltrow                         | Virginia „Pepper“ Potts                        | Katrin Fröhlich          |
| Samuel L. Jackson                       | Nick Fury                                      | Engelbert von Nordhausen |
| Cobie Smulders                          | Maria Hill                                     | Christine Stichler       |
| Kerry Condon                            | F.R.I.D.A.Y. (Stimme)                          | Britta Steffenhagen      |
| Jacob Batalon                           | Edward „Ned“ Leeds                             | Sebastian Fitzner        |
| Isabella Amara                          | Sally Avril                                    | kein Text                |
| Tiffany Espensen                        | Cindy Moon                                     | kein Text                |
| Ethan Dizon                             | Tiny McKeever                                  | kein Text                |
| Menschen aus Wakanda                    |                                                |                          |
| Chadwick Boseman                        | König T’Challa / Black Panther                 | Tobias Schmidt           |
| Danai Gurira                            | General Okoye                                  | Dela Dabulamanzi         |
| Letitia Wright                          | Prinzessin Shuri                               | Maximiliane Häcke        |
| Winston Duke                            | M’Baku                                         | Samuel Zekarias          |
| Florence Kasumba                        | Ayo                                            | kein Text                |
| Andere                                  |                                                |                          |
| Peter Dinklage                          | Eitri                                          | Claus-Peter Damitz       |
| Benicio del Toro                        | Taneleer Tivan, der Collector                  | Torsten Michaelis        |
| William Hurt                            | Secretary of State Thaddeus „Thunderbolt“ Ross | Wolfgang Condrus         |
| Ross Marquand                           | Red Skull / Steinhüter                         | Kaspar Eichel            |
| Stan Lee (Cameo)                        | Busfahrer                                      | Thomas Kästner           |

### Dreharbeiten
Es war geplant, die Dreharbeiten zum Film gleichzeitig, also back-to-back, mit denen von Avengers: Endgame stattfinden zu lassen. Die Darsteller sollten sich hierbei zwischen den Dreharbeiten zum einen und zum anderen Film hin und her bewegen. Weil die Besetzung groß ist, wurde der Drehplan um die Verfügbarkeit der Schauspieler herum organisiert. Später wurde jedoch beschlossen, die beiden Filme getrennt voneinander zu drehen.

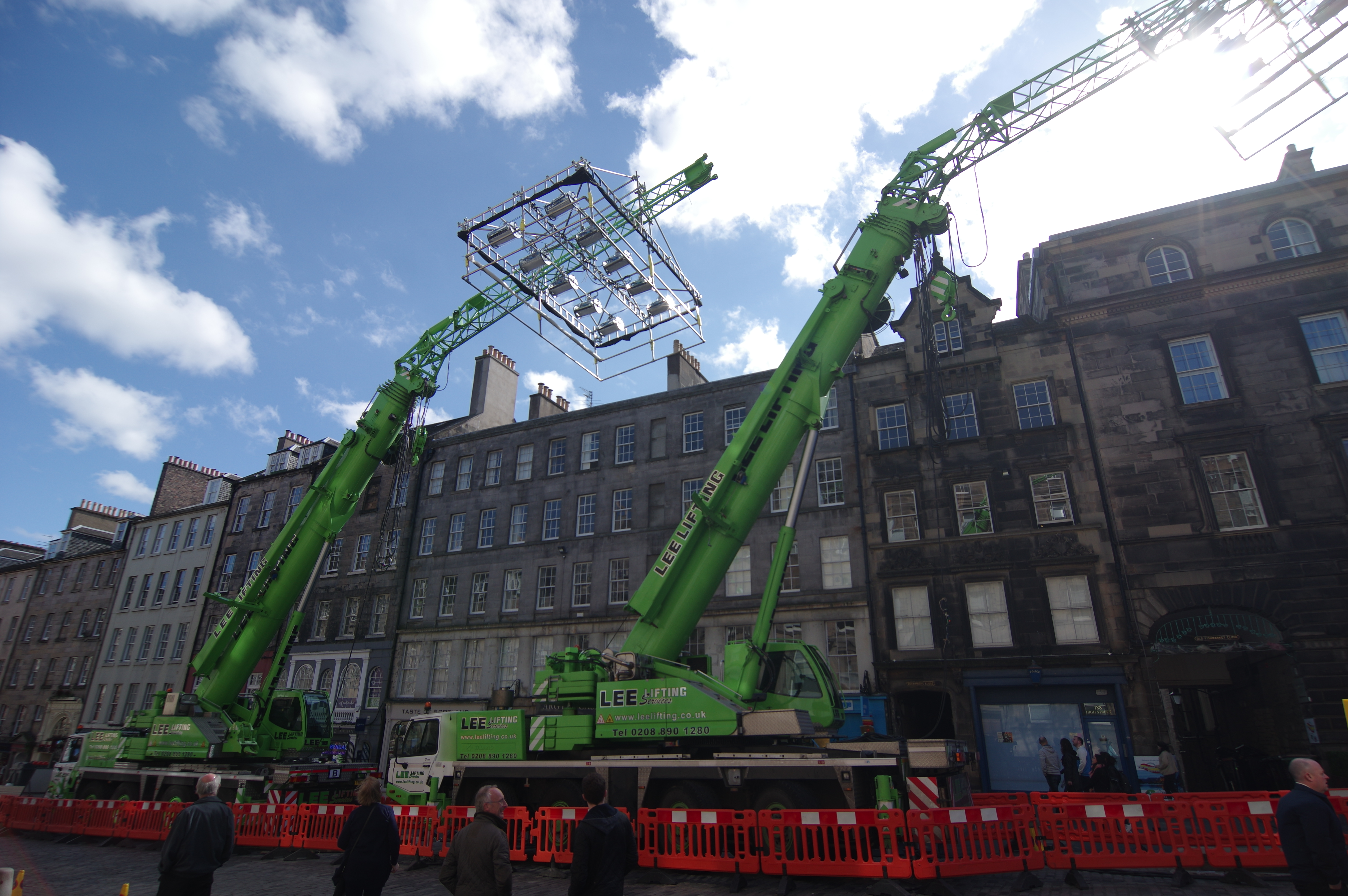
Die Royal Mile zwischen Roxburgh’s Close und dem alten Fischmarkt von Edinburgh während der Dreharbeiten

Die Dreharbeiten begannen am 23. Januar 2017 in den Pinewood Studios in Atlanta unter dem Arbeitstitel Mary Lou. Ende Februar 2017 begannen die Dreharbeiten in Schottland und dauerten etwa sechs Monate an. Zu den Drehorten zählten die Schottischen Highlands, Glasgow und Edinburgh, wo man in der Cockburn Street in der historischen Altstadt drehte. Gedreht wurde auch im März und April 2017 auf der Royal Mile zwischen Roxburgh’s Close und dem alten Fischmarkt von Edinburgh. Die im Film gezeigte Kampfszene in Schottland wurde ebenfalls in Edinburgh auf dem Gelände und innerhalb der Waverley Train Station gedreht, wozu riesige Greenscreens am Filmset aufgebaut wurden. Anfang Mai 2017 erfolgten Aufnahmen an der Durham Cathedral in Durham, in St Abbs, an der St Giles’ Cathedral und vor dem Inverness Castle am Ness. Einige der entstandenen Aufnahmen haben im fertigen Film jedoch keine Verwendung gefunden. Die Reisterrassen von Banaue in der Provinz Ifugao im Norden der Philippinen sind zu sehen, als Thanos am Ende seinen neuen Rückzugsort überblickt. Weitere Studioaufnahmen erfolgten in den Wardpark Studios in Cumbernauld. Am 14. Juli 2017 wurden die Dreharbeiten beendet. Es handelt sich um den ersten Film aus Hollywood, der komplett mit IMAX ARRI Alexa 65 Digital Kameras gedreht wurde.
Die Dreharbeiten wurden Anfang 2017 mehrere Male von Stan Lee besucht, dem Schöpfer einiger Comicfiguren wie Spider-Man, Doctor Strange und Iron Man.

### Filmmusik und Veröffentlichung
Die Filmmusik wurde von Alan Silvestri komponiert. Der von Marvel Music und Hollywood Records veröffentlichte Soundtrack mit Silvestris Filmmusik, der insgesamt 23 Musikstücke umfasst und in der Deluxe Edition weitere 30, erschien am 27. April 2018 als Download und am 18. Mai 2018 als CD. Am 4. Mai 2018 stieg der Soundtrack auf Platz 6 in die britischen Soundtrack Album Charts Top 50 ein. Am 11. Mai 2018 stieg er auf Platz 5 in die US-amerikanischen Soundtrack Album-Charts und auf Platz 92 in die Billboard 200 ein. In der ersten Szene mit den Guardians of the Galaxy hören sie gerade den Song Rubberband Man von den Spinners aus dem Jahr 1976.
Der Film feierte am 23. April 2018 in Los Angeles seine Weltpremiere und kam am 26. April 2018 in die deutschen, österreichischen und deutschschweizen Kinos. Am 27. April 2018 kam er in die US-amerikanischen und am 11. Mai 2018 in die chinesischen Kinos. Seit dem 26. April 2018 wird Avengers: Infinity War im Kino der saudi-arabischen Hauptstadt Riad gezeigt, nachdem dort wenige Tage zuvor mit einer Vorstellung von Black Panther ein langjähriges Kinoverbot gefallen war. In dem Land waren Filmtheater seit den 1980er Jahren verboten.
Kurz nachdem der erste Filmteaser auf der San Diego Comic-Con 2017 gezeigt wurde, der auch etwa eine Woche zuvor auf Disneys D23 Expo 2017 zu sehen war, wurde er im Internet geleakt.
Am 26. November 2017 wurden über das Videoportal Vimeo sechs Videos mit oder auch ohne Ton mit Szenen aus dem Film geleakt. Screenshots dieser Videos wurden bereits zehn Tage zuvor durch dieselbe Person geleakt.
Der erste Trailer wurde am 29. November erstmals in der US-Sendung Good Morning America gezeigt und anschließend im Internet veröffentlicht. Dieser Trailer unterscheidet sich vom Teaser, der auf der D23 Expo 2017 und San Diego Comic-Con 2017 gezeigt wurde.
Ein zweiter Teaser wurde innerhalb des 52. Super Bowl am 4. Februar 2018 veröffentlicht. Der zweite Trailer wurde am 16. März 2018 veröffentlicht.
In den USA ist der Film bereits seit dem 31. Juli 2018 online abrufbar. Die DVD beziehungsweise Blu-ray wurde am 14. August 2018 veröffentlicht. In Deutschland und Österreich sollte der Film ursprünglich am 18. September im Handel erhältlich sein, wurde aber auf den 6. September 2018 vorverlegt. Die 3D-Blu-rays der bisherigen MCU-Filme beinhalteten sofern verfügbar die IMAX-Fassungen, die in manchen Szenen am oberen und unteren Bildrand mehr Inhalt boten. Bei Avengers: Infinity War wurde jedoch darauf verzichtet, obwohl der Film komplett im größeren IMAX-Format gedreht wurde. Der Film erschien nur in der regulären Fassung, in der am oberen und unteren Bildrand größere schwarze Balken zu sehen sind. Im iTunes Store wurde in gewissen Regionen, zum Beispiel im russischen und deutschen Markt, eine an den Seiten beschnittene, aber oben und unten erweiterte (somit zu IMAX inkomplette) Open-Matte-Fassung veröffentlicht, die anschließend von Warez Groups verbreitet wurde. Eine Begründung für den Wegfall der IMAX-Fassung im Einzelhandel gab es einige Zeit nicht; beim noch 2018 nachfolgenden Film Ant-Man and the Wasp wurde wieder die IMAX-Fassung im Einzelhandel veröffentlicht. Bei einem Q&A-Event erklärte Joe Russo, dass die IMAX Corporation den Wegfall von der 3D-Blu-ray schlussendlich entschied, da das Format der Firma gehört. Er gab bekannt, dass in der Zukunft eine Möglichkeit kommen werde, um die IMAX-Fassung außerhalb des Kinos sehen zu können.
Für den Disney+ Day am 12. November 2021 wurde bestätigt, dass 23 MCU-Filme auf Disneys eigener Streamingplattform ab dem Tag im IMAX-Format gezeigt werden. Darunter ist Avengers: Infinity War, der infolgedessen erstmals wieder im IMAX-Bildverhältnis von 1,9:1 statt dem üblichen Kinoformat von 2,39:1 verfügbar sein wird.

## Rezeption

### Altersfreigabe
In den USA wurde der Film von der MPAA als PG-13 eingestuft. In Deutschland wurde er von der FSK ab 12 Jahren freigegeben. In der Freigabebegründung heißt es: „Die Comic-Verfilmung ist mit den typischen Mitteln ihres Genres erzählt und weist neben phantastischen Figuren zahlreiche opulente Actionszenen auf. Gut und Böse sind dabei stets leicht zu unterscheiden. Zwar können die Rasanz und Dramatik des Geschehens sowie gewalthaltige Darstellungen Kinder unter 12 Jahren überfordern, doch 12-jährige sind in der Lage, sie im typischen Genrekontext zu verarbeiten. Der Wechsel von spannenden und entspannenden Passagen, zahlreiche humorvolle Brechungen sowie die deutlich fiktionalen Überzeichnungen der Figuren wie auch der Story ermöglichen dieser Altersgruppe, sich ausreichend zu distanzieren.“ Die Jugendmedienkommission in Österreich kennzeichnete den Film mit frei ab 12 Jahren.

### Kritiken
Bislang konnte der Film 85 Prozent der Kritiker bei Rotten Tomatoes überzeugen und bekam auf Metacritic einen Metascore von 68 von 100 möglichen Punkten, der angibt, wie viel Prozent der ausgewerteten Kritiker dem Film eine positive Bewertung gegeben haben.
In ersten Reaktionen nach dem Wegfall des Social-Media-Embargos zeigten sich Filmkritiker via Twitter von dem voller Easter Eggs und Referenzen gespickten Film begeistert, auch wenn bemängelt wurde, der Film fühle sich wie die erste Hälfte eines Zweiteilers an, obwohl Marvel mehrmals betont hatte, dass dem nicht so sein sollte. Auch die ersten internationalen Pressestimmen waren größtenteils begeistert vom Film.
Eric Eisenberg von CinemaBlend spricht von atemberaubenden Momenten, einer großartigen Interaktion zwischen den Figuren und oft verheerenden Überraschungen. Sein Kollege Conner Schwerdtfeger meint, Avengers: Infinity War bewege sich auf einem nächsten Level und sei eine der emotionalsten, intensivsten und eindringlichsten Erfahrungen seines Lebens gewesen.
Die internationale Presse war überwiegend begeistert vom Film. Auch die deutschen Kritiken schlossen sich dem an. Sebastian Ossowski von IGN bezeichnete den Film etwa sowohl als „unglaublich“ als auch ein „bis ins Detail getunter Auftakt für den vielleicht größten Superhelden-Epos mit grandiosem Finale“.
Felix Schütz bezeichnete den Film als Comic-Kino im Größenwahn, denn der Film sei ein überfrachtetes, aber auch mächtig unterhaltsames Spektakel, wenn man sich darauf einließe. Er bilanziert: „Avengers: Infinity War ist ein Film, der auf dem Papier fast schon unmöglich klingt: Mehr als zwanzig Helden, dazu zig Sidekicks und Nebenfiguren, ein neuer Schurke samt Handlanger – und reichlich Handlungsfäden aus zehn Jahren Vorgängerfilmen, die hier endlich zusammenfinden sollen. Dass die Russo-Brüder daraus tatsächlich einen 149-Minuten-Film mit Anfang, Mitte und Ende zaubern, hat mich wirklich beeindruckt!“ Martin Schwickert kommentierte im General-Anzeiger dazu: „Die ausufernden Schauplatzwechsel mit rituellem Kampfgemetzel und jeder Menge Insiderwitzen würde wahrscheinlich ziemlich schnell ermüden, wäre da nicht ein schillernder Bösewicht, der die hektische Multi-Tasking-Dramaturgie zusammenhält.“
Andreas Borcholte von Spiegel Online meinte, die mit zahlreichen Top-Stars besetzten Hollywood-Events der Siebzigerjahre, darunter Airport und Flammendes Inferno, würden gegen den überdimensionierten Katastrophenfilm Avengers: Infinity War fast schon niedlich wirken. Er bilanzierte: „Der dritte ‚Avengers‘-Film lässt das Marvel-Universum erzittern und erbeben, aber es hält auch dieses erneute Aufpumpen aus. So schnell die Geschichte des Films erzählt ist, umso mehr Spaß macht es, dabei zuzusehen, wie die Drehbuchautoren Christopher Markus und Stephen Feely ihre einzelnen Elemente unter der sicheren Regie von Anthony und Joe Russo (‚Captain America‘-Filme) in Position bringen und dann in eine letztlich zwingende und mitreißende Dynamik versetzen.“

### Einspielergebnis und digitale Medien
Der Film spielte am Startwochenende weltweit 640,5 Millionen US-Dollar ein – ohne Start in Russland und China – und übertraf damit den bisherigen Rekordhalter Fast & Furious 8, der 2017 mit 541,9 Millionen US-Dollar – mit Russland und China – debütierte. Mit 257,7 Millionen US-Dollar, inklusive 39 Millionen US-Dollar aus Previews, legte der Film auch in den USA an seinem Eröffnungswochenende einen historischen Rekord hin. Auch in China, wo der Film im Mai 2018 startete, spielte der Film 200,3 Millionen US-Dollar an seinem Startwochenende ein, was der zweitbeste Filmstart in der bisherigen Kinogeschichte der Volksrepublik ist. Neben den USA und in China erreichte der Film unter anderem im Vereinigten Königreich, in Südkorea, in Frankreich, in Japan und in Deutschland Platz 1 der Kinocharts. Mit Einnahmen von bislang 2,05 Milliarden US-Dollar befindet sich der Film auf Platz 1 der erfolgreichsten Filme des Jahres 2018 und auf Platz 6 (Stand: 19. April 2025) der weltweit erfolgreichsten Filme aller Zeiten. In Deutschland befindet sich der Film mit 3.399.651 Besuchern und einem Einspielergebnis von 37,9 Millionen Euro auf Platz 4 der Jahres-Charts 2018. Im Juni 2018 überholte er Titanic an den nordamerikanischen Kinokassen und befindet sich damit auf Platz 4 der umsatzstärksten Filme in Nordamerika.
Mit 32,8 Millionen Aufrufen befand sich der Filmartikel zu Avengers: Infinity War in der englischsprachigen Wikipedia auf Platz 3 der am häufigsten besuchten Seiten des Jahres 2018.

### Auszeichnungen (Auswahl)
Anfang Dezember 2018 wurde bekannt, dass sich der Film in der Vorauswahl für die Oscarverleihung 2019 in der Kategorie Beste visuelle Effekte befindet. Ebenso befand sich der Film in einer Shortlist in der Kategorie Beste Filmmusik. Im Folgenden eine Auswahl von Auszeichnungen und Nominierungen:
Annie Awards 2019
- Nominierung für die Besten Figurenanimationen in einem Realfilm (Paul Story, Sidney Kombo-Kintombo, Eteuati Tema, Jacob Luamanuvae-Su’a & Sam Sharplin)[98]

British Academy Film Awards 2019
- Nominierung für die Besten visuellen Effekte (Dan DeLeeuw, Russell Earl, Kelly Port & Daniel Sudick)[99]

Costume Designers Guild Awards 2019
- Nominierung in der Kategorie Sci-fi/Fantasy

Critics’ Choice Movie Awards 2019
- Nominierung für die Besten visuellen Effekte
- Nominierung als Bester Actionfilm[100]

Golden Trailer Awards 2019
- Auszeichnung für den Besten Home-Entertainment-Trailer eines Fantasy-Abenteuerfilms
- Nominierung für den Besten Home-Entertainment-Trailer eines Actionfilms
- Nominierung für das Beste Filmposter eines Fantasy-Abenteuerfilms[101]

MTV Movie & TV Awards 2018
- Nominierung als Film des Jahres
- Nominierung als Bester Bösewicht (Josh Brolin)
- Nominierung für den Besten Kampf (Scarlett Johansson, Danai Gurira und Elizabeth Olsen gegen Carrie Coon)[102]

Nickelodeon Kids’ Choice Awards 2019
- Auszeichnung als Lieblings-Kinofilm
- Auszeichnung als Lieblings-Superheld (Robert Downey Jr.)
- Nominierung als Lieblings-Filmschauspieler (Chris Evans)
- Nominierung als Lieblings-Filmschauspieler (Chris Hemsworth)
- Nominierung als Lieblings-Filmschauspielerin (Scarlett Johansson)
- Nominierung als Lieblings-Filmschauspielerin (Zoe Saldana)
- Nominierung als Lieblings-Superheld (Chris Evans)
- Nominierung als Lieblings-Superheld (Chris Hemsworth)
- Nominierung als Lieblings-Superheld (Scarlett Johansson)
- Nominierung als Lieblings-Verklopper (Zoe Saldana)[103]

Oscarverleihung 2019
- Nominierung für die Besten visuellen Effekte (Dan DeLeeuw, Kelly Port, Russell Earl und Dan Sudick)[104]

People’s Choice Award 2018
- Auszeichnung als Movie of 2018
- Auszeichnung als Action movie
- Auszeichnung als Female movie star (Scarlett Johansson)
- Nominierung als Male movie star (Chris Hemsworth)
- Nominierung als Male movie star (Robert Downey Jr.)
- Nominierung als Action movie star (Chris Hemsworth)[105]

Satellite Awards 2018
- Nominierung für die Besten visuellen Effekte[106]

Saturn-Award-Verleihung 2019
- Auszeichnung als Bester Nebendarsteller (Josh Brolin)
- Nominierung als Beste Comicverfilmung[107]

Screen Actors Guild Awards 2019
- Nominierung als Bestes Stuntensemble[108]

Teen Choice Awards 2018
- Auszeichnung als Choice Action Movie
- Auszeichnung als Choice Action Movie Actor (Robert Downey Jr.)
- Auszeichnung als Choice Action Movie Actress (Scarlett Johansson)
- Nominierung als Choice Action Movie Actor (Chris Evans)
- Nominierung als Choice Action Movie Actor (Tom Holland)
- Nominierung als Choice Action Movie Actress (Elizabeth Olsen)
- Nominierung als Choice Action Movie Actress (Zoe Saldana)
- Nominierung als Choice Movie Villain (Josh Brolin)
- Nominierung als Choice Liplock (Chris Pratt und Zoe Saldana)
- Nominierung als Choice Hissy Fit (Mark Ruffalo)[109]

## Filmanalyse

### Aufbau und Dramaturgie
Katrin Hemmerling von Robots & Dragons fiel positiv auf, dass die Russo-Brüder Wert darauf gelegt haben, bei jeder Figur den Tonfall aus den Solo-Filmen beizubehalten. So dürfe Tom Holland als Peter Parker immer noch wie ein kleiner Fanboy wirken oder Chris Hemsworth als Thor als quasi Fortsetzung zu Thor: Tag der Entscheidung zeigen, dass er mehr kann, als seine eh nicht mehr existente blonde Wallemähne über die Schulter zu werfen. Diesbezüglich machten die Russos schon einmal alles richtig, da man sich mit den einzelnen Figuren sofort wieder vertraut fühle und dadurch problemlos in den Film einsteige. Sidney Schering von Quotenmeter meint, Christopher Markus und Stephen McFeely werfen wiederholt Anfängerregeln des Drehbuchschreibens über den Haufen, um noch lange nach Filmbeginn weitere Parteien in diesem Getümmel einzuführen.
Der Film zeigt zudem eine Vielzahl von Handlungsorten. Martin Schwickert erklärt im General-Anzeiger, weil die sechs magischen Steine, deren vereinte Wirkung Thanos unermessliche Kräfte verleihen, kreuz und quer übers Universum verteilt sind, kämpften die Avengers an verschiedenen Fronten gegen die Macht des Bösen, und das Heldenkollektiv splitte sich schon bald in Kleingruppen auf, die sich dem Bösewicht entgegenstellen. Sebastian Ossowski von IGN Deutschland sagt, so springe Infinity War von einem Ort zum nächsten, sei eine Aneinanderreihung von fantastischen kosmischen und irdischen Schauplätzen und lasse dem Zuschauer fast keine Atempause. Zudem webe der Film Rückblicke ein, um die Motivation von Thanos verständlich zu machen, so Ossowski. Obwohl die Russo-Brüder ein kleines Kunststück geschafft hätten, indem sie rund 23 Hauptfiguren gleichzeitig auf der Leinwand die Welt retten lassen und in jeder Szene mehr als zwei bereits etablierte Superhelden auftauchten, schaffen es die Regisseure, jedem Charakter seinen persönlichen Schlüsselmoment und die nötige Weiterentwicklung im Angesicht des drohenden Weltuntergangs zu verleihen, so Ossowski. Hierbei würden alle paar Minuten Alpha-Tiere aufeinander gehetzt, allerdings nur mit dem Ziel der Pointe, die Handlung müsse allein der Gegenspieler vorantreiben, so Daniel Krüger vom Musikexpress. Auch wenn sämtliche Figuren geschickt verteilt werden und an verschiedenen Plätzen agieren mussten, so Katrin Hemmerling, habe dies dennoch dazu geführt, dass Avengers: Infinity War mitunter etwas chaotisch wirke, da die Geschichte zu viel unter einen Hut bringen und zu viel zwischen den einzelnen Handlungen springen müsse.
Das Ende des Films wurde von Kritikern hervorgehoben. Martin Schwickert erklärt im General-Anzeiger Bonn etwa: „Wirklichen Mut zum Unerwarteten beweisen die Gebrüder Russo jedoch in der Schlussauflösung, die das Sterben nicht nur den Statisten überlässt und in ihrer Radikalität wohl als einer der größten Cliffhanger in die Filmgeschichte eingehen wird.“ Die Deutsche Presse-Agentur schloss sich dem an, indem sie das Ende des Films als „großartiges, wunderbar melancholisches und durchaus nachdenklich stimmendes Finale“ bezeichnete. Auch Andreas Borcholte von Spiegel online hob das Ausmaß des Filmendes hervor: „Und auch das überraschend stille Ende des Films sprengt alle Dimensionen des gewohnten Blockbuster-Kinos mit einem Cliffhanger epischen Ausmaßes, der schon jetzt die Erwartungen auf den vierten ‚Avengers‘-Film schürt.“

### Filmgenre
Sidney Schering bemerkt, die Zielgenauigkeit, mit der die vielen Figuren in ihrem Umgang mit der drohenden Katastrophe geschrieben seien und von ihren Darstellern verkörpert werden, gebe diesem Superheldenanschlag Persönlichkeit. So sei Infinity War ein bombastischer Superheldenkatastrophenfilm, der sich im Gegensatz zu bisherigen Marvel-Blockbustern jedoch nicht in die klassischen drei Akte einer Hollywood-Produktion einteilen lasse. Von temporeichen Handgemengen über wilde Schusswechsel hin zu Science-Fiction- und Fantasy-Trubel, chaotischem Getümmel und massiven Schlachten werde praktisch jede Subkategorie des Actionkinos bedient, so Schering, womit der Gefahr der Monotonie vorgebeugt sei. Im Film finde sich zudem ein oftmals improvisierter und überstrapazierter Humor, der jedoch in der zweiten Hälfte stetig der nahenden Verzweiflung und Übermacht von Thanos weiche, so Sebastian Ossowski, und das letzte Drittel des Films sei bitterböse und das ernsthafteste, das Marvel im MCU bisher gemacht habe. Auch im Musikexpress heißt es, Infinity War ende mit der größten Katastrophe, die jemals auf der Leinwand zu sehen war: „Thanos erreicht sein Ziel, schnippt seine behandschuhten Finger und tötet die Hälfte aller Lebewesen im Universum.“

### Thanos: Das Böse und seine Motive
Für Karsten Scholz von buffed.de ist Thanos der fieseste, imposanteste, aber auch vielschichtigste Bösewicht, den das MCU bisher gesehen hat. Auch wenn der Titan durch CGI-Effekte Leben eingehaucht bekommt, gelinge es Josh Brolin hervorragend, Thanos eine Seele zu verpassen, so Scholz. Martin Schwickert sagt im General-Anzeiger, Brolin gebe der Figur durch das hypermaskuline Pixelkostüm hindurch eine gewisse Grundmelancholie. Punktuell scheine sich der selbst deklarierte Erlöser der eigenen Wahnvorstellungen bewusst zu sein, so Schwickert, und im shakespeare’schen Konflikt mit seiner Stieftochter Gamora beginne er sogar, in seinen diktatorischen Festen zu wanken.

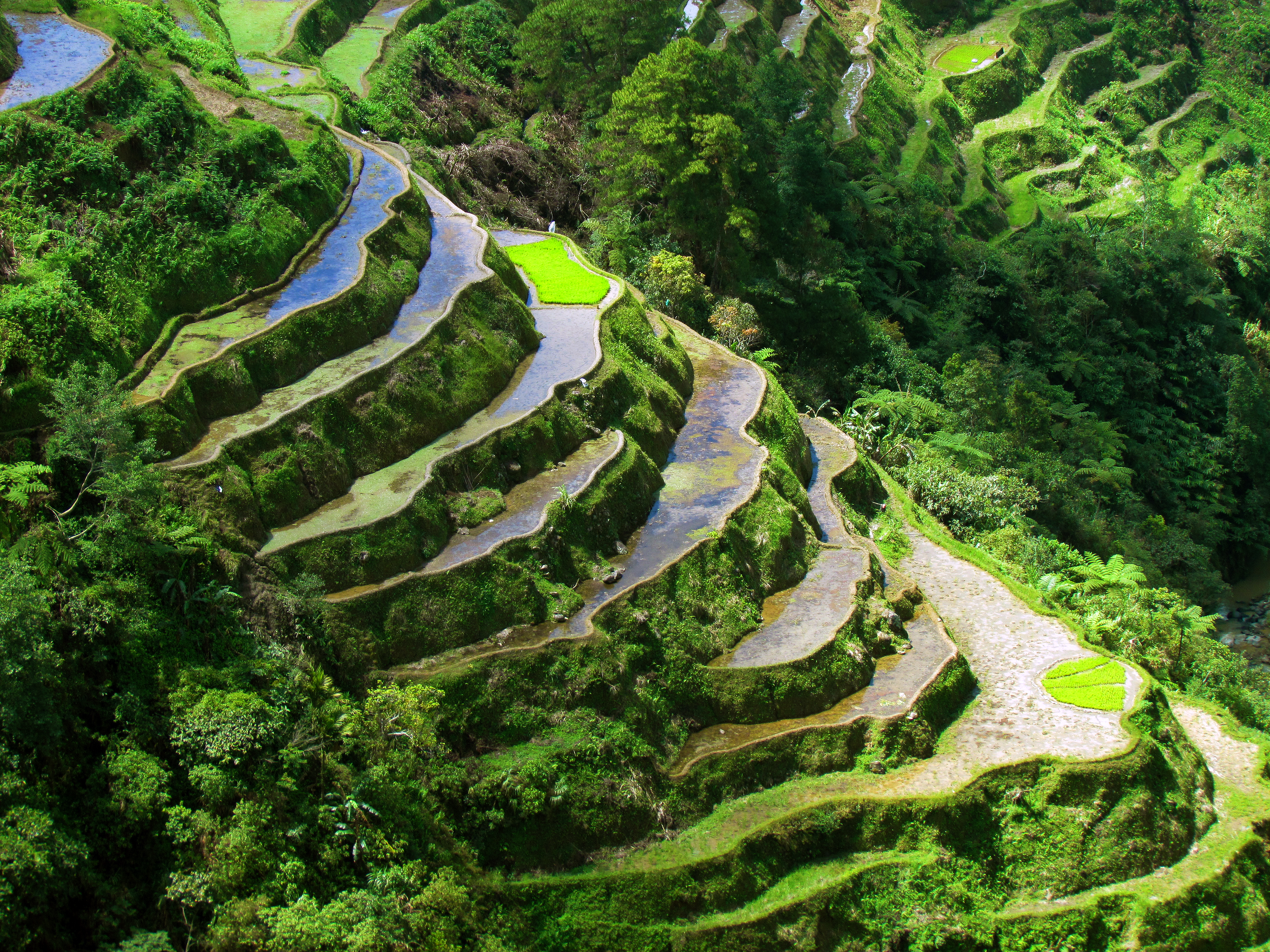
Die Aufnahmen der Szene, in der Thanos am Ende des Films seinen neuen Rückzugsort überblickt, entstanden an den Reisterrassen von Banaue

Auch für Felix Schütz von PC Games hat Thanos deutlich mehr Innenleben zu bieten als jeder andere Schurke, der bislang im MCU auftauchte, weshalb ihm die Autoren seiner Ansicht nach reichlich ruhige Momente und Dialogszenen einräumen. Sebastian Ossowski von IGN Deutschland merkt an, die Russos schafften mit Thanos dennoch auch eine Figur mit emotionalem Tiefgang und Vielschichtigkeit: „Man glaubt ihm, wenn er sagt, dass er das Universum ins Gleichgewicht bringen will. Der Überbevölkerung und Endlichkeit von Ressourcen setzt er seinen Plan des Genozids [entgegen].“ Zu seinen Handlangern, der Black Order, merkt Ossowski an, diese seien authentische und vor allem ernsthafte Gegner für die Avengers.
Daniel Krüger vom Musikexpress sagt zu Thanos’ Motiv, seit der Heimatplanet des irren Titanen durch Überbevölkerung zerstört wurde, wolle er das Leben im Universum halbieren. Fairness, so wird am Anfang des Films erklärt, nennt Thanos diesen Akt des Genozids, mit der er die Waagschale des Universums ins Gleichgewicht bringen will. Anders als in anderen Filmen erreicht Thanos letztlich sein Ziel, und in der letzten Szene sieht man ihn zufrieden in einer Idylle sitzen, so Krüger: „Er lächelt, er hat seine Mission erfüllt und das Universum von der Überbevölkerung erlöst.“

### Bedeutung für das MCU
Avengers: Infinity War stellt den vorläufigen Höhepunkt dar, auf den das Marvel Cinematic Universe zehn Jahre lang hingearbeitet hat. Andreas Borcholte von Spiegel Online erklärt, über diese Zeit hinweg und 18 ineinander verwobene Filme lang hätten die Marvel-Filmstudios unter Führung des visionären Produzenten Kevin Feige auf diesen vorläufigen Höhepunkt eines beispiellosen Experiments hingewirkt. Die Infinity-Steine, die Thanos seine ultimative Macht verleihen, wurden in dieser Zeit in einer Vielzahl von Filmen verstreut, so in Guardians of the Galaxy, Captain America: The First Avenger, Thor – The Dark Kingdom, Avengers: Age of Ultron und Doctor Strange, aber auch Thanos’ Gegner konnten sich in Einzelfilmen als Superhelden profilieren, wie neben Doctor Strange auch Peter Parker in Spider-Man: Homecoming und T’Challa in Black Panther.